# Orosei
Orosei (Orosèi in sardo) è un comune italiano di 6 830 abitanti della provincia di Nuoro in Sardegna. Si trova nell'antica subregione storica delle Baronie, un tempo inclusa in quel che era la Gallura inferiore e presta il nome al golfo di cui è al centro.
Orosei e il suo territorio, grazie a oltre 25 km di costa e alla sua diversità di paesaggio, sono conosciuti e rinomati come località turistiche e naturalistiche, con oltre 850 000 presenze nella stagione estiva (2018) e 145 000 notti prenotate. Proprio a Orosei ha sede uno dei più grandi gruppi alberghieri della Sardegna.
Il centro storico del paese rappresenta un esempio ben conservato di borgo di origine medievale e, grazie al piano di recupero dell'amministrazione comunale, negli ultimi anni è iniziato un processo di armonizzazione e valorizzazione storico-architettonica.
L'attuale territorio di Orosei, include - sia geograficamente sia storicamente - paesi e villaggi scomparsi durante il Medioevo e l'epoca successiva, tra cui Bibisse (noto anche come Bitthé).

## Geografia fisica

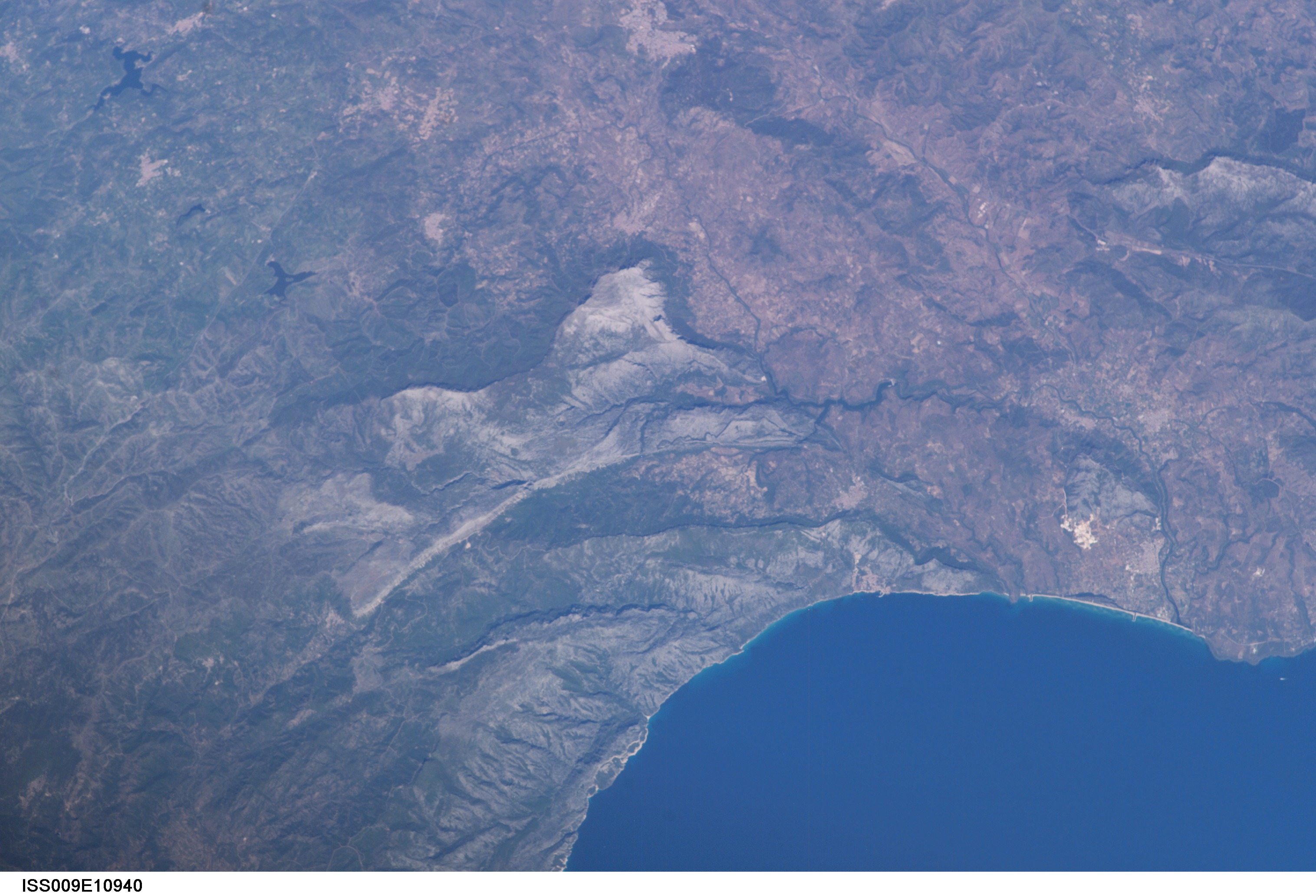
Vista satellitare del territorio di Orosei e dei comuni circostanti

La complessità geo-politica e linguistica della Sardegna nel corso dei secoli ha portato a molteplici descrizioni, toponimi e mappe dei medesimi luoghi, alcune volte confusi, altre volte traslitterati o non perfettamente coincidenti. Nella descrizione del territorio di Orosei, nella collocazione dei nuraghi e dei vari toponimi, si incorre in situazioni poco chiare, con poche fonti o con disgrafia, anche dovuta alla differenza di lingua tra gli emissari del Regno e le locali popolazioni sarde, oppure per la difficile e soggettiva interpretazione degli autori di saggi, ricerche, mappe cartografiche o dizionari. Tra questi si citano i più famosi Goffredo Casalis, principalmente aiutato da Vittorio Angius, Giuseppe Cossu e Alberto La Marmora.

### Territorio

Ponte sul fiume Cedrino

Orosei sorge ai piedi di un altopiano, sormontata da un residuo di colata lavica nera basaltica che riposa su sabbioni e banchi calcarei terziari e si estende nella piana alluvionale formata dalla foce del fiume Cedrino, chiamata generalmente "Valle del Cedrino", a una distanza di 2,5 km dal mar Tirreno (Marina di Orosei). Il suo territorio, di 91 km², comprende un'estensione costiera di oltre 20 km lungo i quali si alternano spiagge (Marina di Orosei, Su Barone, Osala, Cala Ginepro, Sas Linnas Siccas, Cala Liberotto - Conosciuta, almeno fino al 1799 come Cala Curlo, Bidderosa, Sa Curcurica) e strapiombi a picco sul mare del golfo di Orosei. A Orosei appartengono anche le frazioni marittime di Sos Alinos e Cala Liberotto distanti circa 12 km dal capoluogo comunale.
Il territorio di Orosei è caratterizzato da una morfologia incostante, data dall'alternarsi di pianure, altipiani, e stagni e diverse zone lacustri che caratterizzano il territorio costiero. Nelle dirette vicinanze della Marina, già dal 1845 era noto come "stagno di Orosei" ed era indicato lo stagno della Foce del Cedrino, già descritta dalla geografia tolemaica. Esso era sconnesso da quello, lo "stagno di Osalla", che in seguito ha preso il nome di Palude di Osalla e di Stagno di Avalè - Su Pedrosu, quando negli anni 1930 vennero uniti da un sistema di bocche a mare che rendono l'acqua salmastra. Questo sistema lacustre retrodunale è inquadrato come sito di interesse comunitario sotto un unico codice. Altri stagni possono essere individuati in Bidderosa, Sa Mattanosa, Fuile 'e Mare, Rio Sos Alinos e Sa Curcurica).
Lungo il costone est del monte si apre una caverna di notevoli dimensioni.
A differenza dei territori di Galtellì e Irgoli, Orosei ha poche fonti e di scarsa portata, tanto che fino ad almeno il secondo dopoguerra ci si abbeverava da pozzi (se non dal fiume direttamente) o da cisterne (specialmente i benestanti).
La presenza del fiume Cedrino ha da sempre reso la piana alluvionale particolarmente fertile, ma anche caratterizzato l'area da esondazioni alluvionali e piene, spesso ripetute. A cavallo tra il XX secolo e il XXI sono perciò stati eretti e ampliati gli argini artificiali a protezione delle campagne, così come è presente una foce con scolmatore. I primi argini vennero costruiti nel tratto finale del fiume prima del 1950 mentre gli interventi più recenti di massimo innalzamento e riconfigurazione sono iniziati nel 2016 e sono ancora in corso.
La piana di Orosei, oltre a essere circondata da altopiani di origine vulcanica caratterizzati da basalto, è composta da pietre dolomia, caratterizzata da rocce calcaree e di deposito con massa conformata in globetti conglomerati, detta anche colitica.

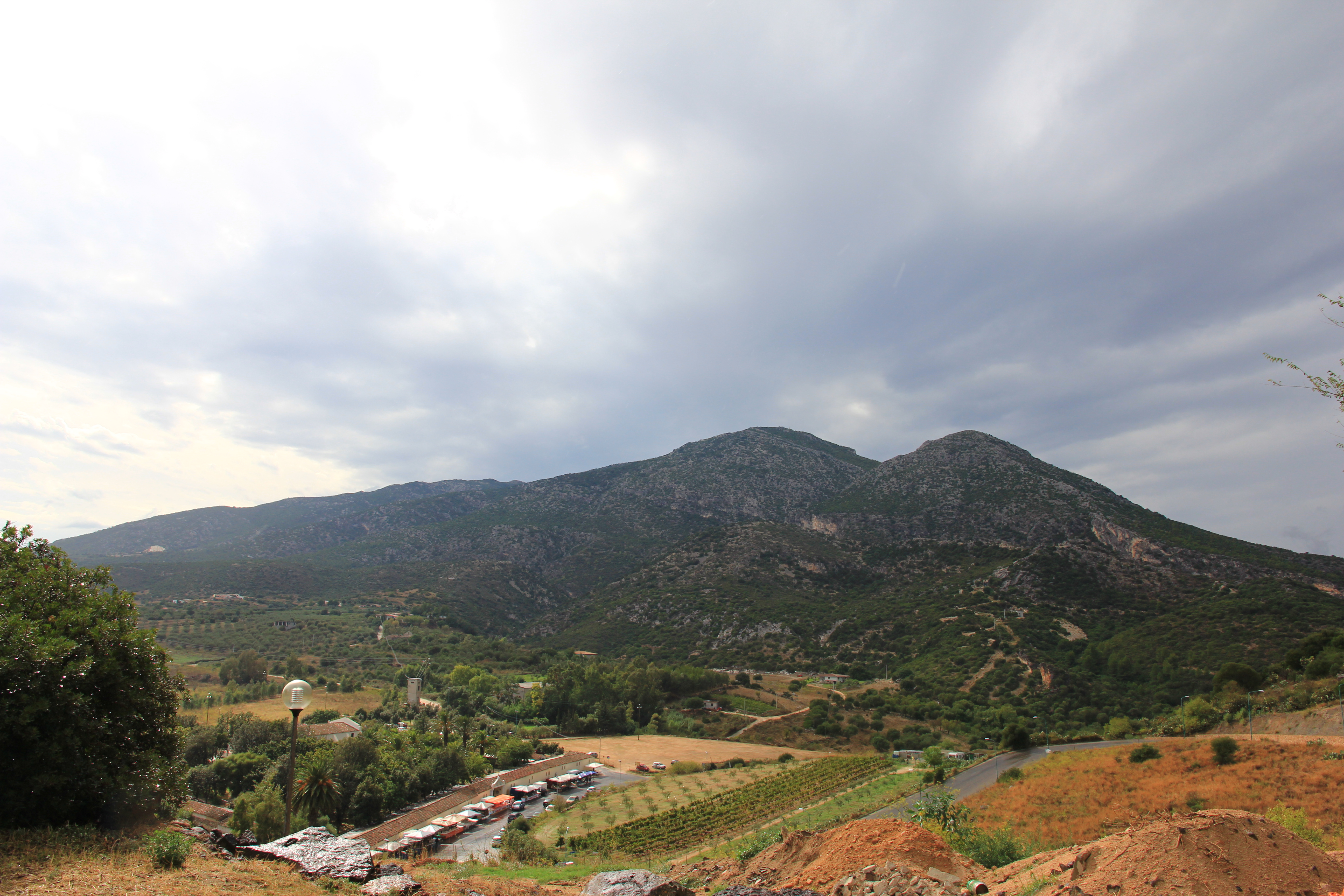
Monte Tuttavista

Il Monte Tuttavista è costituito da scisto, dolomia e calcare. Il calcare della cima è compatto, di un bianco giallastro. Alla base di questo monte si possono notare anche parti di roccia sedimentaria clastica (puddinga) caratterizzate da ciottoli grossi e sinonimo di un deposito alluvionale e, secondo le osservazioni di Alberto La Marmora, essa è anteriore ai depositi vulcanici degli altopiani. Questa pietra caratterizza i due piccoli colli che anticipano il pendio del monte.

#### Geografia di Orosei nel XX secolo
La sempre maggiore crescita economica, anche a seguito del boom del secondo dopoguerra in Italia, ha portato a Orosei grandi infrastrutture e interventi che hanno segnato - sia in positivo sia in negativo - grandi cambiamenti nella geografia fisica del paese. Fino alla fine degli anni sessanta (come disponibili dalle ortofoto pubblicate nel 1968) la geografia naturale del paese corrispondeva sommariamente alle descrizioni dell'Angius e ai rilievi del Decandia, se non per l'aggiunta delle principali infrastrutture stradali. Oggi, con le infrastrutture idrogeologiche attuate nella seconda metà del secolo, l'assetto fluviale è enormemente cambiato. Questo processo di canalizzazione era già stato avviato negli anni trenta.
Successivamente al 1968 è stato infatti realizzato il canale scolmatore con briglia artificiale di Foche Pizzinna, che ha favorito la creazione di una duna naturale nella Marina di Orosei, al posto della foce originale. Quest'ultima è riapparsa solo negli anni più recenti del XXI secolo a seguito delle alluvioni del 2005 e del 2008. Per compensare la portata d'acqua del fiume e favorire lo scolmamento vennero quindi creati i canali lagunari che creano oggi il complesso dello stagno di Avalè - Su Pedrosu e sparì, in parte per bonifica e in parte per prosciugazione, la palude di Torcuris.
Con interventi agli inizi degli anni 1950, la geografia costiera del paese cambiò notevolmente rispetto al carattere originale. Per evitare il surrenamento, tutta la costa (e alcune aree ai piedi del Tuttavista) venne massicciamente piantumata con Pinus pinea, trasformando radicalmente la bassa macchia mediterranea della zona. Di fatto, nessuna delle pinete oroseine è naturale.

#### Geografia di Orosei nel XIX secolo
Una concisa ma puntuale descrizione del territorio e di questi elementi geografici si trova nelle varie pagine del Dizionario geo-politico Casalis, datato 1838 ma ancora perfettamente valido nella contemporaneità degli elementi descritti. Altre informazioni sono desumibili dalla Carta del Real Corpo di Stato Maggiore a cura di De Candia, Zedda e Coda.
Il territorio di Orosei inizia, coincidendo con i confini attuali, nelle località marittime più a nord, in corrispondenza della "Pedra de sa Marchesa" (oggi lo scoglio di Pedra Marchesa) dove inizia il territorio di Biddarosa ("Villaggio rosa") e con l'omonimo stagno (oggi stagno di Bidderosa), all'epoca alimentato dal prosciugato "rio Crocorigas". Subito più a sud vengono descritti a metà dell'Ottocento lo stagno di Sa Curcurica (denominato originariamente "Crocorica" dall'Angius e indicato come "stagno di Crocorigas" dal De Candia) — che in sardo significa "la gallinella d'acqua" — alimentato dall'omonimo rio Crocorigas e dal rio Matanosa (oggi fondamentalmente prosciugati). L'Angius cita anche lo stagno di Luca, probabilmente coincidente oggi con lo stagno di Sa Mattanosa, alimentato da quello che il De Candia chiama rio Cala Ginepro e che oggi non è niente più che un canale agricolo.
Proseguendo più a sud, già dal 1845 erano già noti i toponimi di "Sos Alinos", con il Rio Sos Alinos e l'attuale Cala Liberotto era ancora nota come Cala Liparota. Seguiva poi lo stagno di "Foghile di Mare", ovvero Fuile 'e Mare, alimentato dal rio Puzzanino.
Nel 1838 l'area più bassa di Orosei viene descritta come "stagno di Orosei", stretto quasi come un canale e nel quale si getta il Cedrino lungo la valle, prima di generare la sua foce originale. A poca distanza da esso, ancora non unificato dal sistema di canali e bocche a mare della Palude di Osala - Avalè, era presente lo "stagno di Osala", noto anche come "Su Petrosu", nella porzione che dal molo della Marina si porta sino ai confini dell'omonima pineta. Annesso a questo stagno, vi era una palude nota come "palude di Turturis" oggi in grandissima parte bonificata o annessa allo stagno. Una visione chiara e completa della geografia oroseina è descritta in Mappali del Regno a cura del Regio Esercito.
Sorge intorno a Orosei il "gollei" (come vengono indicati nella zona gli altopiani), che viene diviso in diverse parti dal letto del fiume Cedrino. Uno di questi "gollei" è formato da due "piani" e in uno di questi, secondo il Casali, si nota un cratere (Individuato oggi come Punta Su Murtale, oggi in comune di Onifai, che ha dato origine a tutti i gollei della zona caratterizzati da una forma di colata). A sud di questo si innalza per circa 800 metri s.l.m., il monte Tuttavista, la cui materia marmorea era già nota per qualità agli inizi del 1800. I gollei, costituiti principalmente da basalto di origine lavica, fanno da interruzione alla catena calcarea tra il monte Tuttavista, il Capo di Montesanto e il monte Albo.
Dal punto di vista costiero, a Orosei si annoverano, tra i più imponenti, Capo Comino e Capo di Montesanto (che delimitano il golfo di Orosei), Punta Ginepro e Punta Nera. Proprio tra queste punte si disseminano varie cale e insenature, tutt'oggi pressoché invariate se non nei nomi. Oltre alle già citate Cala Ginepra (oggi, "Ginepro") e Foghile di Mare (oggi, Fuile e Mare), si cita anche Cala Liparotta(nome originale di Cala Liberotto).
Il Casalis - Angius sottolinea alcuni elementi distintivi di Orosei, come il forte vento maestrale, incanalato dai gollei, in grado persino di sradicare grossi alberi; le abitazioni distribuite tra i piedi del monte, e il colle del Gollei; i venti di scirocco che stemperano il calore estivo; l'altopiano con la chiesa di San Gavino e dalla quale si domina tutta la piana; la palude e la forte umidità della zona, specialmente con i venti del Tirreno; nebbia frequente e intensa (già notata da La Marmora, oggi è molto più rara); l'inverno mite e la neve rarissima, così come la grandine e i fulmini («dei quali non è a memoria di alcuno che siasi avuto danno»); piogge copiose in autunno e inverno, scarse in primavera. Numerosi gli olivi, i cedri e le palme.

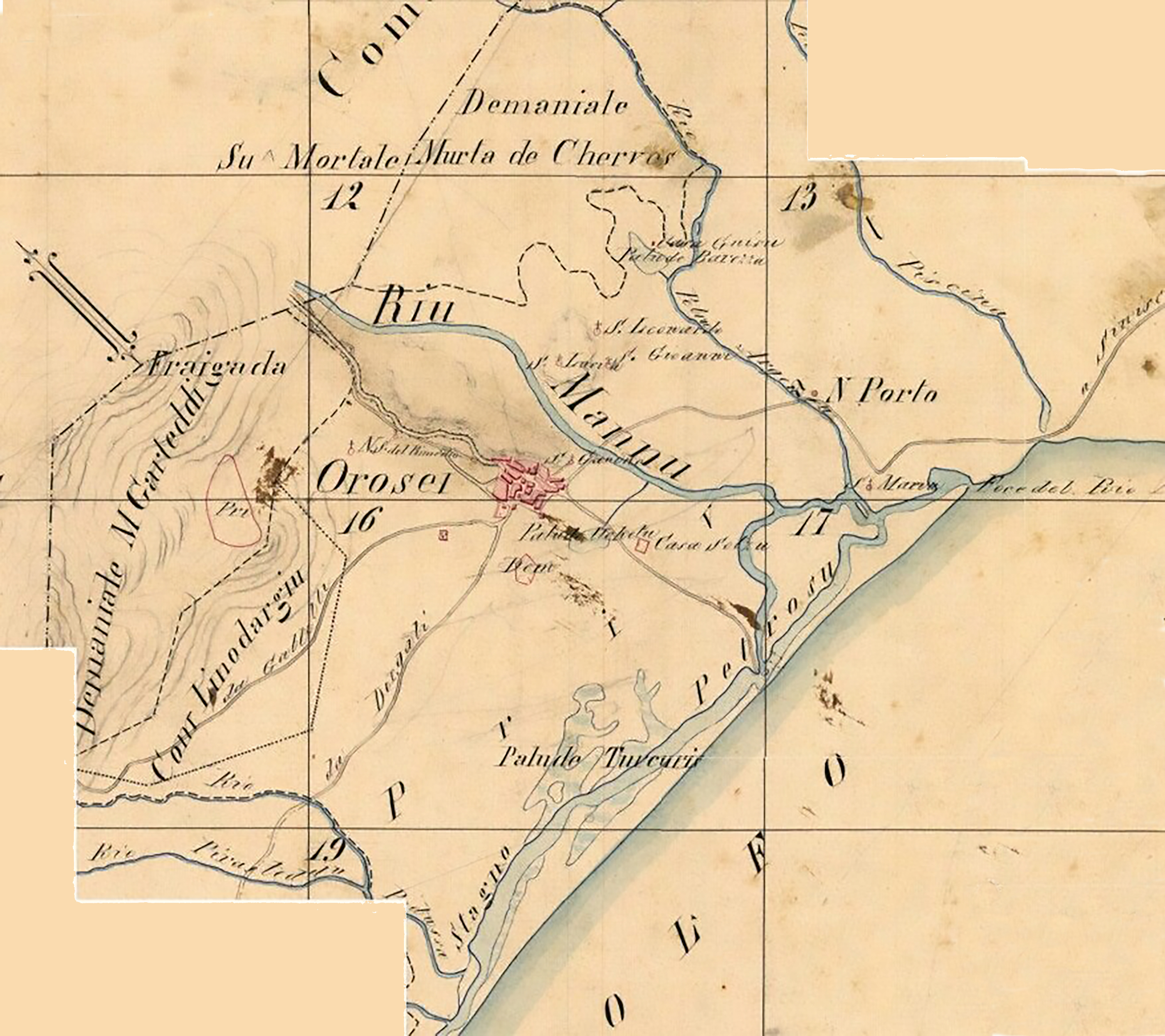
Antica cartografia di Orosei (1845)

In quegli anni, un secolo prima degli importanti interventi di bonifica, le aree paludose rendevano spesso l'aria insalubre, principalmente perché ancora non si era aperta una «larga foce» a causa del porto (queste osservazioni riprendono quelle già osservate Alberto La Marmora, nel medesimo periodo, lo stagno della foce di Orosei era uno stagno perenne che non si asciugava nemmeno nel periodo estivo a causa dello sbocco sul mare, e come gli altri della Sardegna, rendeva la zona molto insalubre).
Nel territorio oroseino, ai piedi del Monte Tuttavista, venivano spesso trovati fossili di conchiglie e altre specie preistoriche, a quote tali da far comprendere che il mare, qui, raggiungesse l'area basale della montagna e che i vulcani circostanti potessero essere sottomarini. Tra le varie specie rinvenute La Marmora cita il Nautilus, Pleurogona. In questo periodo si supponeva già che il monte fosse alto oltre 750 metri.

#### Geografia di Orosei XVIII secolo[10]
Il geografo Giuseppe Cossu, con un libro pubblicato nel 1799 e scritto negli anni precedenti osservava che a Orosei erano già note per bellezza e peculiarità di Cala Ginepro che, col fiume dallo stesso nome, segnava la fine del territorio di Siniscola e l'inizio di quello di Orosei, Marchesato d'Albis. Qui i fondali erano profondi al punto tale che era possibile tranquillamente veleggiare con tartane e brigantini, alcune insenature dello stagno e del fiume potevano anche ospitare le imbarcazioni (in riferimento probabilmente allo stagno di Sa Curcurica).
Poco più avanti era presente un altro stagno, con una spiaggia nota come "Porto Curlo", probabilmente in riferimento alla piana del rio Sos Alinos con la spiaggia di Calaliberotto. Si proseguiva con la cala e lo stagno di "Foghile Di Mare", e con la scogliera di Acqua Dolce, ("Abba Dulche") (citate anche dal Casalis in appendice con gli stessi nomi, e corrisponde oggi al toponimo di "Fuile 'e Mare" e alla scogliera di Santa Maria). Dopo una serie di Scogli (con le cascate dall'omonimo nome di Acqua Dolce) si arrivava a Punta Santa Maria, chiamata dai Naviganti "Punta Negra" (Oggi Punta Nera).
Oltre questa punta si apre prima una piccola spiaggia bassa e arenosa, costeggiata per tre miglia dallo stagno e dalla foce del fiume "Baldaranza" come veniva all'epoca chiamata una diramazione del fiume Cedrino (citato dal Casalis come Badaranziu, nome locale del fiume "Cedro" e "Cedrone" ovvero il Cedrino, mentre il De Candia lo chiama Riu Mannu.Lo Stesso De Candia chiamerà "Riu Argentu" il Baldaranza).
La villa di Orosei "abbonda di bestiame d'ogni genere, grano, formaggio, vino, corami e lardo. Il tutto è esportato in buona parte fuori dal Regno di Sardegna".

### Clima
Il clima, in asse con quello medio delle coste regionali, è tipicamente mediterraneo. Nella stagione invernale le frequenti depressioni che si spostano dall'Atlantico all'interno, in direzione est, provocano tempo variabile, mite e umido e precipitazioni elevate; nella stagione estiva le scarse e deboli depressioni provenienti dall'Atlantico si spostano a nord o a sud del Mediterraneo favorendo estati calde e asciutte con molti mesi caldi di siccità e col massimo irraggiamento solare. Il regime pluviometrico è mediamente compreso fra i 500 e i 600 mm annui di pioggia, sostanzialmente concentrati da ottobre ad aprile. Il periodo arido è variabile a seconda dell'area del lungo territorio di Orosei (spesso clima e precipitazioni cambiano tra Orosei centro e le frazioni più a nord) ma sempre prolungato. Gli inverni sono miti, con medie del mese più freddo generalmente comprese fra i 5 e i 15 °C e solo raramente la temperatura scende sotto lo zero. In estate le temperature medie sono normalmente elevate e nei mesi di luglio e agosto, quando la temperatura diurna dell'aria può superare i 30 °C e la temperatura al suolo nei punti di maggiore insolazione diventare molto elevata. Come conseguenza dell'andamento termometrico, i valori dell'evapotraspirazione sono bassi nella stagione invernale e alti nella stagione estiva, in controtendenza con l'andamento delle precipitazioni.
Questa condizione determina uno sbilancio idrico con surplus di acqua nel periodo di maggiore piovosità e un deficit accentuato nel periodo caldo. Le traiettorie seguite dalle masse d'aria e quindi dalle perturbazioni, sono influenzate dalla localizzazione dall'assetto orografico del territorio che, nella Sardegna centrale, costituisce un ostacolo al passaggio dell'aria umida occidentale: questa penetra nell'interno, incanalandosi lungo valli ampie, ma non riesce a raggiungere le zone più orientali. I monti del Nuorese e il Monte Albo sono disposti a formare un arco attorno alla bassa valle del Cedrino, la quale quindi è caratterizzata da precipitazioni ridotte e da un livello di aridità superiore rispetto alle altre aree poste alla stessa latitudine. Il carattere insulare determina un clima di tipo marittimo. Le escursioni termiche diurne e annue non sono generalmente elevate e si accentuano spostandosi dalla costa verso l'interno, che presenta un carattere maggiormente continentale.
Altri caratteri tipici per le precipitazioni sono l'irregolarità e l'elevata intensità oraria. Le prime piogge autunnali, spesso a carattere temporalesco, sono particolarmente intense e di breve durata. Sia la quantità di pioggia caduta complessivamente nel corso dell'anno, sia quella caduta nel corso delle stagioni, può variare sensibilmente di anno in anno. In particolare le precipitazioni primaverili sono le più incerte, potendo essere abbondanti un anno e scarse quello successivo.
Il clima dell'area del paese di Orosei, dove è posizionata la stazione meteorologica, è caratterizzato da scarse precipitazioni (inferiori a 600 mm l'anno) e temperature miti.
- Classificazione sismica: zona 4 (sismicità irrilevante), Ordinanza PCM n. 3274 del 20/03/2003[28]
- Classificazione climatica: zona B, 887 GG[29]

| OROSEI (19 m s.l.m.) 1984-2014 | Mesi | Mesi | Mesi | Mesi | Mesi | Mesi | Mesi | Mesi | Mesi | Mesi | Mesi | Mesi | Stagioni | Stagioni | Stagioni | Stagioni | Anno |
| OROSEI (19 m s.l.m.) 1984-2014 | Gen  | Feb  | Mar  | Apr  | Mag  | Giu  | Lug  | Ago  | Set  | Ott  | Nov  | Dic  | Inv      | Pri      | Est      | Aut      | Anno |
| ------------------------------ | ---- | ---- | ---- | ---- | ---- | ---- | ---- | ---- | ---- | ---- | ---- | ---- | -------- | -------- | -------- | -------- | ---- |
| T. max. media (°C)             | 15,0 | 15,3 | 17,4 | 19,5 | 22,9 | 27,2 | 30,1 | 30,4 | 28,1 | 23,9 | 20,0 | 16,4 | 15,6     | 19,9     | 29,2     | 24,0     | 22,2 |
| T. min. media (°C)             | 6,7  | 7,0  | 8,3  | 10,2 | 13,2 | 17,0 | 19,6 | 19,7 | 18,2 | 14,5 | 11,3 | 8,0  | 7,2      | 10,6     | 18,8     | 14,7     | 12,8 |
| Precipitazioni (mm)            | 57   | 50   | 61   | 41   | 30   | 11   | 4    | 6    | 34   | 88   | 91   | 89   | 196      | 132      | 21       | 213      | 562  |
| Umidità relativa media (%)     | 91,6 | 91,6 | 91,6 | 83,1 | 83,1 | 83,1 | 66,6 | 66,6 | 66,6 | 85,6 | 85,6 | 85,6 | 89,6     | 85,9     | 72,1     | 79,3     | 81,7 |

### Fauna e flora
Orosei presenta differenti microclimi, dati principalmente dalle differenti condizioni fluvio-geologiche del territorio. Nelle aree più vicine alla costa e alle spiagge abbondano pino marittimo e ginepri, accompagnati da oleandri ed Eucalyptus. Non mancano il Cytisus argenteus (cisito argenteo, diffuso nei pascoli aridi) e il Cistus albidus, quest'ultimo diffuso nelle zone più aride. La palma nana, poi, è particolarmente persistente nella zona di Orosei e nel golfo, più che in altre zone dell'isola. Questa, nonostante sia in regressione in altre aree fiorenti, qui persiste e ha caratterizzato una particolare produzione peculiare di cestineria e non solo.
Nella fauna non mancano cinghiali, volpi, lepri e conigli. Così come numerose specie di volatili, sia da cacciagione sia no. Un tempo erano molto presenti anche alcune specie di cervi.
Lungo i fiumi come sono state osservate anatre, e altre dodici specie di uccelli palustri, tra cui il Porphyrio porphyrio, noto come pollo sultano Egretta garzetta, fenicotteri, gallinelle d'acqua, aironi cenerini. In mare non è raro vedere cormorani. Molti di questi uccelli nidificano regolarmente nel territorio paludoso dello stagno di Avalè - Su Pedrosu e di Osala
Le estese zone umide ove stanzia ormai permanentemente una ricca avifauna palustre (garzette, folaghe, cormorani, gallinelle d'acqua, gabbiani) cui periodicamente si aggiungono specie migratorie (anitre, fenicotteri rosa, cavalieri d'Italia…).
Nelle acque del golfo, diverse specie di balene e Delphinidae sostano, si riproducono o migrano durante diversi periodi dell'anno.

#### La foca monaca[35]
Nel XIX secolo era ancora possibile osservare comunemente la Monachus monachus, la "foca monaca", i cui ultimi avvistamenti risalgono alla fine degli anni 1980.
In particolare, nel 1987 una diatriba burocratica e politica venne portata avanti tra i sindaci dei comuni del golfo di Orosei e l'allora Ministero dell'ambiente Mario Pavan e il Ministro della marina mercantile Costante Degan. Questi firmarono, il 27 luglio dello stesso anno un decreto a tutela degli ultimi esemplari rimasti, ma per i sindaci questo era un limite alla pesca.
I pescatori non gradivano la sua presenza in mare dato che predava i pesci e poteva costituire un pericolo per i guadagni; non era raro, in quegli anni, trovare animali uccisi a fucilate.
Alla fine degli anni sessanta ne esistevano appena venti, e l'idea di un parco marino era ancora ben lontana dall'essere realizzata. Alla fine, il TAR Sardegna accolse il ricorso del Comune di Baunei e il decreto Pavan venne sospeso.
Oggi, a causa della pesca e dell'alto traffico nautico estivo, la foca monaca non è più presente in queste acque.

## Origini del nome
Non ci sono prove certe che la provenienza etimologica del vocabolo Orosei sia da attribuirsi agli Æsaronenses (Esaronensi), una delle principali tribù nuragiche, così come vengono tramandate dagli scritti romani, che popolavano la Sardegna e la Corsica. Tolomeo tuttavia, in uno dei suoi scritti, nel menzionare una stazione romana la chiamò col nome di Fanum Carisi (e citato nel corso dei secoli, in vari documenti, come Fanum Carisio, Fano Carisi, Fanum Orisi) che poi, sotto il Giudicato di Gallura, divenne Urisè (ma noto anche come Urisa, Orise, Urusè, Urisei, Orozey, Uriçe, Orizei, Orozei, Oriose) Questo multipla variante del nome, spesso doppia o incrociata nelle varianti, rende spesso difficile l'individuazione di precise fonti.
Come data certa del toponimo proto-oroseino si trova la menzione del 1173 in un documento in cui si cita come testimone tale "Vivianu maiore de portu Orisei".

## Storia
La storia di Orosei include anche notizie e informazioni dei paesi scomparsi all'interno del territorio comunale, come Bibisse (o Bitthé, o Bibissa o Binisse), Carinsi, Chelicha, Loddusio, Murià, Orbia, Orgoi, San Nicola di Orosei, Stellaria, Suculei, almeno quasi tutti esistenti fino al 1388.

### Preistoria e storia antica

#### Paleontologia
Il territorio di Orosei ha restituito reperti naturali di interesse storico-scientifico. Del Pliocene, ultimo periodo del Cenozoico, databile tra i 6 e 1 800 000 anni fa, si trovano tracce nella zona di Orosei che restituisce abbondanza di fossili di coralli, lamellibranchi e gasteropodi.

#### Epoca prenuragica e nuragica

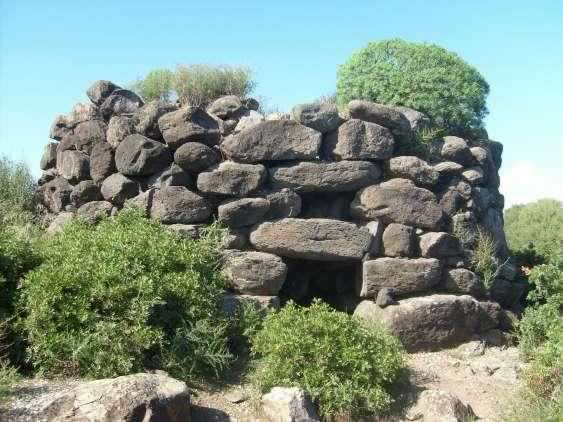
Nuraghe Gulunie

L'area ricadente nel territorio di Orosei è stata abitata, secondo diverse ricerche, fin da prima dei Nuragici. Lo si sa grazie al ritrovamento di opere e reperti intorno ad anfratti e grotte riparo (Cuccuru ‘e frores, Panatta e Biderrosa), alla presenza delle Domus de janas (tombe neolitiche) di Canale Longu, Conca Ruia, Murjé e Lughìo, al dolmen (tomba) del colle di Santa Lucia e alla tomba a corridoio di Santa Maria ‘e mare.
Florida è stata l'epoca nuragica. Grazie alla fertilità della valle e agli altopiani che permettevano una visuale nitida dei territori, nelle zone di Orosei sorsero diversi villaggi nuragici di Pirastrettu, Rampinu, Sa Linnarta e Sos Muros: caratterizzati da grande estensione e notevoli emergenze, peraltro probabilmente non ancora stravolti da tombaroli o non danneggiati da radicali bonifiche. Anche i nuraghi di Dudurri, Chilivri, Murjé, Nurache Portu e Nerelie evidenziano tutti nei loro pressi tracce di insediamento abitativo. I nuraghi Osala (o Gulunie), Gabriele e Rampinu che risultano tra i meglio conservati, mentre poco (filari basali) resta dei due nuraghi di Santa Lucia e Tendone. Vi sono poi le Muraglie nuragiche di Pirastrettu, Punta Fraicata, Cuccuru ‘e frores, Panatta e a Sa Linnarta; mentre sono presenti solo a Murjé un pozzo o una cisterna, e nel villaggio di Rampinu una fonte (probabilmente Sacra) è stata riscoperta negli anni 1990 e nel villaggio di Linnarta, già parzialmente violati. Tracce di insediamento abitativo di epoca nuragica sono state rivelate in profondità in seguito al passaggio del tubo della rete idrica in località Funtanedda.
Oltre a numerosi nuraghi e villaggi nuragici nelle zone agrarie di Orosei, si pensa che anche nelle aree oggi ricadenti nel centro storico vi fossero strutture nuragiche (con le cui pietre potrebbe essere stata eretta la Chiesa di San Gavino).

#### Epoca romana e tardo romana
In più aree, anche nuragiche, sono stati trovati reperti fittili romani e questo conferma la probabile continuità abitativa o comunque di utilizzo. Alcuni reperti sono state anche in aree oggi periferiche al centro urbano. Insediamenti tardo-romani sono venuti in luce da saggi di scavo eseguiti dalla Soprintendenza nel 1977 nel quartiere di Foiai (centro abitato a carattere agrario e necropoli) e nel 1981 nella zona agraria di Chilivri; data al 1974 e al 1982 invece il rinvenimento e lo scavo scientifico di alcune tombe (a dolio e alla cappuccina) della necropoli di Sa Serra.
Secondo una tradizione che non trova riscontro nelle fonti, l'attuale centro urbano sarebbe di origine romana, nato da un precedente insediamento nuragico. Quel che è certo è che già intorno al II secolo l'area era già frequentata, se non addirittura abitata, in considerazione della sua posizione geografica e strategica. Nell'illustrazione dell'Itinerario di Antonino (BM. Sarà. pag. 7) viene citata la strada Litoranea da Olbia a Cagliari, in cui una delle stazioni è "Fano Carisio", collocata dall'Angius (Dizionario Caralis, Vol. XVIII bis) presso Santa Maria del Mare (in accordo con le opinioni Alberto Della Marmora, nel suo "Viaggio in Sardegna"). Difficile è la datazione e l'individuazione del ponte romano indicato da Della Marmora, Spano e Taramelli, perché oggi inglobato nel ponte ottocentesco. Lo stesso Della Marmora, comunque, sostiene che il Caedrus di Tolomeo sia proprio il Cedrino, attestando comunque la presenza romana. Posizione che rafforza indicando, in diversi tratti, il percorso che questa litoranea romana avrebbe fatto da Talana a Orosei, passando per la Gola di Silana.

### Storia medievale e moderna

#### Periodo giudicale
In questi secoli che Orosei, inteso come il suo attuale territorio comunale, è divisa in una serie di villaggi e insediamenti abitati di piccole dimensioni, tutti organizzati intorno alle principali strutture ecclesiastiche o militari, come il caso di Bibisse (o Bitthé) San Nicola di Orosei, Ruinas, S. Felicita di Bitthe e altri. Villaggi che man mano si agglomerano tra di loro o spariscono del tutto.

Chiesa di San Giacomo Maggiore

Orosei viene fatta coincidere da Giuseppe Manno con la «Terra di Oriseto» data in mano al dominio della famiglia pisana dei Caietani.
Orosei ebbe grande sviluppo in epoca giudicale, nel XII secolo, divenendo la più importante sede della curia del Giudicato di Gallura, nella curatoria di Galtellì, specialmente grazie all'Opera di Santa Maria di Pisa, appoggiata dall'intensa frequentazione delle coste sarde da parte di mercanti pisani.
Poiché nei periodi giudicali la seda amministrativa (curia regni) non era concentrata nella "capitale" ma divisa tra i vari centri principali del giudicato, per un miglior governo del regno, Orosei ne ospitava una.
Le relazioni tra la Gallura e Pisa ebbero la loro naturale sede nei porti di Civita (poi Terranova, ora Olbia) e Orosei, dove confluivano i prodotti agropastorali dell'entroterra e dove si stabilirono fondachi destinati a dare vita a rinnovati centri abitati a vocazione commerciale, in cui la componente toscana si integrò con le élite locali. Non stupisce perciò che non sia un sardo ma un certo Viviano, probabilmente pisano, a rivestire nel 1173 la carica di "majore de portu" di Orosei; questi controllava gli strumenti di misurazione delle merci, che dovevano essere conformi, riscuoteva i dazi delle merci in entrata e in uscita, vigilava sullo stoccaggio e aveva il monopolio sulla vendita del sale.
Orosei inoltra aveva un console dei mercanti, un "longa manus" della madrepatria pisana sull'isola. Libero da ogni controllo superiore, il "consul mercatorum" esercitava poteri giurisdizionali sui propri associati. Le sue prerogative sono ben chiarite nelle fonti del XIV secolo, ma non c'è dubbio che la presenza di questo istituto sia precedente alla fase di affermazione del Comune di Pisa e perfino dei Visconti in Gallura, a dimostrazione della pluralità di soggetti che concorse alla trasformazione delle strutture economiche e sociali in questi territori.
Intorno alla metà del XII secolo, scesa al potere di Costantino II di Gallura, il giudice Itticorre, o anche Otticorre, morì per naufragio nel mare di Orosei, come riporta La Marmora.

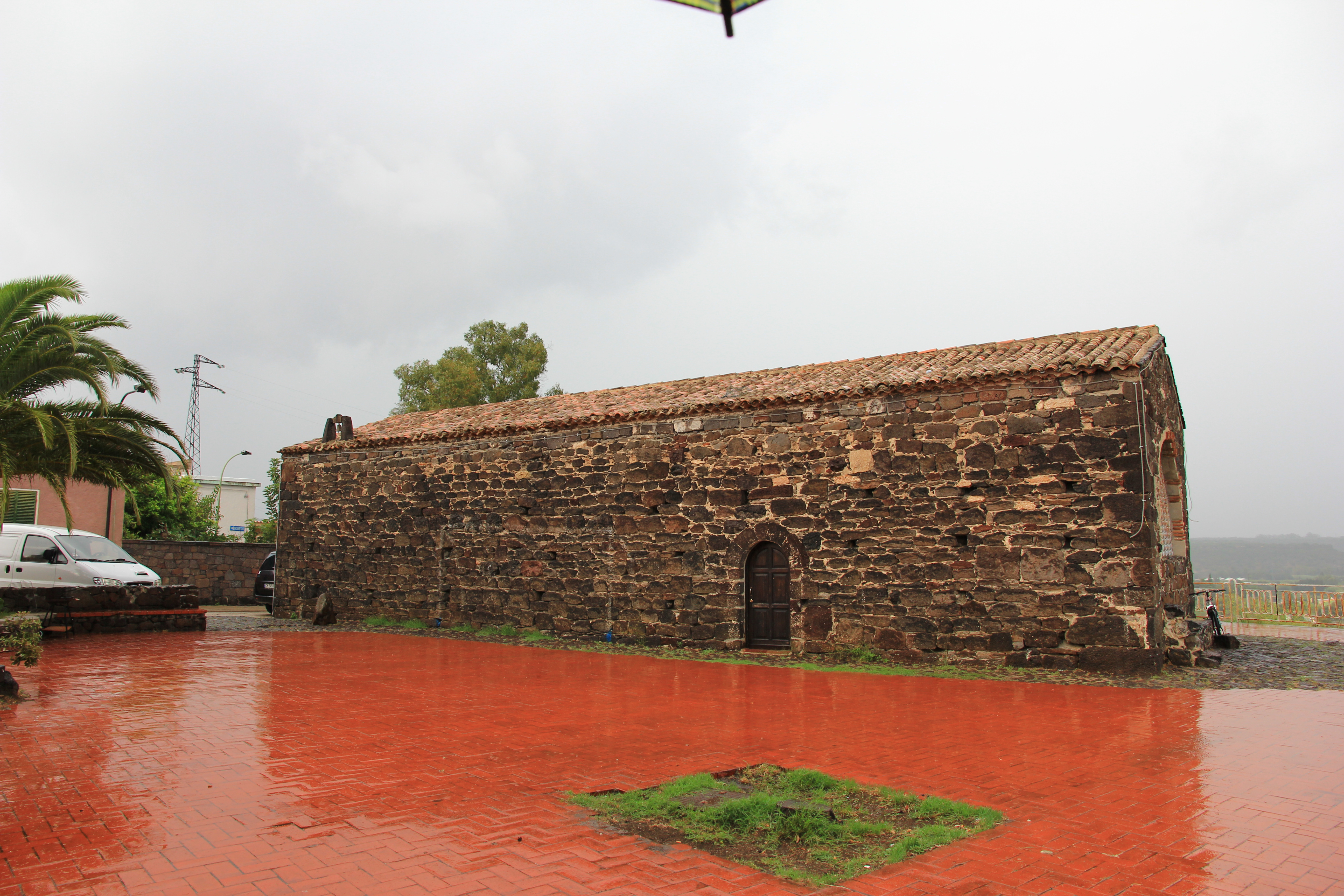
Chiesa di San Gavino

Orosei divenne particolarmente importante in questo periodo, compreso tra il XIII secolo e il XIV. Sono di questo periodo alcuni monumenti più rappresentativi del paese, come la torre di Sant'Antonio e la Chiesa parrocchiale di San Giacomo e San Gavino. Successivamente, nel 1313, Orosei, divenuto comune e dotato di un proprio Breve, entrò a far parte dei possedimenti d'oltremare della Repubblica di Pisa.
Il 19 giugno 1314, Il Comune di Pisa dispone che gli abitanti della villa di Orosei affidino a due uomini il compito di pattugliare il porto tutte le notti. Le autorità locali non potevano ostacolare in nessun modo l'operato dei suddetti uomini.
Il 9 gennaio del 1321, il Comune di Pisa stabilisce che Orosei debba raccogliere il censo da devolvere all'Opera di Santa Maria di Pisa dai paesi di Galtellì, Posada e dalle terre della Gallura inferiore.
Dal 1323, Orosei entra nei possedimenti del Regno di Sardegna aragonese.

#### La datazione del porto
Non è ben chiara la precisa datazione del porto, ma alcune fonti lo fanno risalire almeno al secolo XI, quando venne considerato il primo approdo nella colonia mercantile pisana di Orosei. Il porto, secondo alcune fonti, è intitolato a Santa Lucia, e a esso si collega la presenza di limitrofe saline, intitolate a San Leonardo di Bibisse (dal nome del vicino villaggio, oggi scomparso). In quel porto chiamato anche - erroneamente- Cedrone, vi era anche un "hospicium" atto a ospitare naviganti e viaggiatori. Secondo alcune Fonti, un primo porto era attivo all'interno del Cedrino. In questo porto fluviale, venivano a commerciare sia i pisani, agevolati dai buoni rapporti con i giudici Visconti, cittadini di Pisa, sia mercanti bonifacini e liguri.
Durante il XIII secolo, il porto fluviale perse pian piano importanza quando i Pisani, ora al potere in queste zone, costruirono il "porto a mare" agli inizi del XIV secolo, pochi decenni prima di perdere il controllo dell'area.
Nel 1353 una serie di atti notarili, oggi conservati nell'archivio della Società Ligure di Storia Patria, confermano la presenza di uno scalo portuale cittadino.

#### XIV-XV secolo
Infatti, i pisani realizzarono le fortificazioni dei porti sardi (Orosei, e Terranova, ovvero Olbia) e incrementarono i presidi nell'immediato entroterra (castelli di Petresu, La Fave, a Posada, e Pontes, a Galtellì), in vista del poi avvenuto fallimento della soluzione diplomatica tra Pisa e Aragona sfociò in una guerra. Proprio agli aragonesi il paese era risultato attinente dopo una lunga contesa coi Visconti di Milano i quali rivendicavano il giudicato di Gallura per via dei diritti ereditati da Giovanna Visconti di Gallura, figlia di Beatrice d'Este e Nino Visconti.
Secondo il Liber fondachi nel 1318 a Orosei vi erano 915 abitanti e costituiva quindi un importante centro del Giudicato di Gallura, con il suo porto e la sede della Curia Regni, governato da un potestà, figura tipica dei liberi comuni.
Il 15 dicembre 1323, la flotta aragonese guidata da Ramon de Sentmenat, con circa quattrocento soldati sardi e iberici, puntò verso Orosei, come tappa verso la conquista di Terranova. La cittadina resistette per qualche giorno, ma alla fine dovette arrendersi e aprire le porte, giurando fedeltà insieme agli altri centri della Gallura inferiore. Il 10 luglio 1324 Orosei e il suo territorio (compresi Galtellì, Bibisse e Onifai) furono costituiti in baronia e infeudati a Ramon de Sentmenat. Quell'anno, l'Infante Alfonso I di Aragona mandò una lettera alla nobiltà oroseina, ringraziando di essere passati al dominio aragonese e chiedendo di mandare ambasciatori a corte affinché giurino fedeltà alla corona e ricevano immunità e privilegi. La fortezza resistette agli Aragonesi quando nel 1324 Alfonso il Magnanimo inviò una flotta che si impadronì del castello di Ogliastra.
Orosei perse così la sua consolidata tradizione comunale, insieme a Terranova e Posada (anche loro infeudate ad altri). I ceti dirigenti di questi centri fecero una forte opposizione al nuovo sistema feudale e non erano per niente disponibili a rinunciare ai privilegi acquisiti. Queste opposizioni sfociarono in diversi scontri che toccarono Orosei nel giugno del 1341, quando l'arresto di alcuni abitanti coinvolti in precedenti tumulti, provocò un'ulteriore protesta. I rivoltosi entrarono nella "Curia Regni", armati di pietre e «minacciarono a gran voce di uccidere il procuratore e la sua famiglia»
Bremont fu costretto a dimettersi dalla carica di procuratore e di podestà. A complicare le cose si aggiunse l'estinzione del ramo maschile dei Sentmenat, aprendo il problema della successione, contesa tra i discendenti collaterali, Timbor de Roccabertì, moglie del giudice di Arborea Mariano IV, da una parte, e Giovanni, fratello dello stesso giudice, dall'altra. Nel 1342 venne assegnato a Milia, zia dell'ultimo feudatario, nonostante il mos Italie proibisse la successione in linea femminile. La questione non si sarebbe risolta nemmeno tra il 1349 e il 1350, quando il feudo passò, in pegno o in vendita con approvazione di Pietro IV, a Timbor de Rocabertí, la quale ne entrò in possesso solo per un certo periodo, ostacolata dai funzionari regi, che consideravano il feudo devoluto per la morte dell'ultimo erede maschio dei Sentemenat.
Nel 1352 era già sottomessa al re che la dotò di truppe temendo un attacco del giudice d'Arborea; apparteneva allora a Sibilla di Moncada, moglie dello sfortunato Giovanni, che il fratello Mariano aveva fatto imprigionare.
Nel 1353 la popolazione di Orosei volle affidarsi a Gian Galeazzo Visconti di Milano, marito di Beatrice di Gallura.
Nel 1355 era in potere di Mariano d'Arborea poiché, quando questi concluse la pace con il re d'Aragona, gli cedette il castello di "Urisei" insieme a quello di Galtellì. Sembra che nonostante ciò il castello sia stato occupato per un certo tempo dai Visconti.
Nel 1355 il giudice Mariano cede al castellano della Fava, il catalano Pere de So, in un accordo siglato tra il Re aragonese, il Papa e i Doria; a quest'ultimi non viene quindi affidato il territorio di Orosei (insieme ad altri), come inizialmente promesso Questa decisione non venne accolta dagli oroseini, che parteggiavano per i signori di Milano. Orosei allora invocò l'aiuto dei Visconti di Milano, che ancora rivendicavano l'eredità del trono giudicale di Gallura. Non si ha ulteriore notizia di questa rivolta.
Nel 1358 Orosei faceva parte della Curatoria giudicale di Galtellì ed era titolare di uno dei due castelli di quest'ultima.
Nessuna pace concreta intanto fu raggiunta. Dopo alcune occupazioni militari, nel 1363 il capitano di Gallura convocò a Orosei i "majores" dei vari villaggi (Loy, Locoe, Lodè, Isarle, «per alcuns affers molt tocants l'honor del senior rey»). Nel 1364 Orosei era ancora in tumulto, e la nave del Camerlengo in viaggio dal Governatore a Cagliari, dovette sostare una notte a Posada e non Orosei, come programmato, per via delle proteste.
È in questi secoli che Orosei, inteso come il suo attuale territorio comunale, è divisa in una serie di villaggi e centri abitati di piccole dimensioni, tutti organizzati intorno alle principali strutture ecclesiastiche o sotto militari, o amministrative. Come il caso di Bibisse (o Bitthé) San Nicola di Orosei, Ruinas, S. Felicita di Bitthe e altri.
Nel Dizionario del Casalis e dell'Angius, si riporta che nel 1413 il porto di Orosei era uno dei pochissimi - insieme al Castel della Fava di Posada, a essere autorizzato allo scalo merci.
Nel 1353 la popolazione di Orosei volle affidarsi a Gian Galeazzo Visconti di Milano, marito di Beatrice di Gallura. Nel 1355 era in potere di Mariano d'Arborea poiché, quando questi concluse la pace con il re d'Aragona, gli cedette il castello di Urisei insieme a quello di Galtellì. Sembra che nonostante ciò il castello sia stato occupato per un certo tempo dai Visconti.

#### XVI-XVIII secolo
Nel 1438 la baronia di Orosei, all'epoca "Urisè", fu ceduta a Enrico di Guevara, marchese del Vasto e di Vademonte, che la vendette nel 1449, il 30 aprile, a D. Salvatore Guiso per sé e suoi eredi in perpetuo, in feudo retto e proprio secondo le consuetudini d'Italia. La vendita fu confermata dal re Alfonso nello stesso anno, addì 6 ottobre. Intanto, Orosei ricopriva ancora uno strategico ruolo militare, e il castello/fortezza era ancora il fulcro civile del paese, opposto al fulcro religioso della Chiesa di San Giacomo, costruita meno di un secolo prima. È intorno a questi due nodi che il paese cresce e si sviluppa, articolando la propria prosperità tra impiegati civili e incarichi religiosi, e pian piano unificandosi in un unico abitato.
Passò questo feudo da maschio in maschio fino a D. Antonio Guiso morto senza prole maschile nel 1547; e allora si cominciò a disputare il legittimo possesso tra i discendenti e il fisco fino al 1649, quando il 24 dicembre il consiglio di Aragona si pronunciò in favore di D. Antonio Manca Guiso.
Egli fonderà nel 1686 lo spedale della carità presso la Chiesa di Sant'Antonio Abate, che rimarrà attivo per quasi tre secoli.
I suoi discendenti mantennero il possesso del feudo fino alla morte in giovane età di D. Raffaele Manca (Guiso), quando il fisco lo occupò.
A far data dal 1726 il porto di Orosei era uno dei porti più importanti della costa orientale.
Nel 1746 tra i principali comandanti delle quadriglie, rinomati e premiati per coraggio e gesta, figura l'oroseino Pietro Amatore Mula
Nel frattempo Orosei era diventato un importante sbocco sul mare almeno fino al 1767, con l'apertura della dogana portuale dall'allora Ministro del Regno per gli Affari di Sardegna Giovanni Battista Lorenzo Bogino. Il porto era stato comunque interessato da provvedimenti e riorganizzazioni.
Sorse una nuova disputa tra il fisco, e D. Maddalena Manca, marchesa di s. Filippo, sorella del defunto Manca, che si concluse poi in un accordo del 1790. Siccome però la detta marchesa non poté soddisfare della somma stipulata, si propose un nuovo compromesso, che fu deliberato tra Donna Maddalena col suo figlio primogenito, e i deputati regi (presidente Cabras, giudice Lostia, conte Fancello, marchese di Villamarina e marchese di S. Tommaso), secondo il quale la Manca lasciava alla Reale Azienda la baronia di Orosei, e il salto di Planu de Murtas, e conservava gli altri feudi della famiglia. Questa transazione fu confermata con diploma del 1808.

##### La questione dei tre approdi portuali
Nel corso di questi secoli, lo scalo portuale principale è quello doganale nella zona di Foche Pizzinna - Santa Maria. È molto probabilmente il più antico e collegato alla chiesa di Santa Maria del Mare, di fondazione pisana.
Uno era di piccole dimensioni e si trovava nei pressi di Osala, del quale almeno fino al 1968 rimanevano abbondanti resti del molo. Oggi rimane solo un muro in basalto e calce (probabilmente - vista la resistenza al mare - anche in calcestruzzo di antica fabbrica), mentre i resti del molo sono stati abbattuti o integrati al molo della bocca a mare del sistema idrico dello stagno.

### Storia contemporanea

#### XIX secolo
Il 5 giugno 1806, come raccontato da Pietro Martini nel 1852, nella cala di Osalla, sbarcarono in piena notte oltre settecento "mori", ovvero tunisini, che assediarono il paese all'alba del 6 giugno. In questa vicenda spicca la figura del giovane Tommaso Mojolu (citato come Tommaso Majolu dal Martini) che fu il primo ad avvistarli dalla sua casa agli estremi del paese. Reagendo agli invasori si mise in salvo con la sua famiglia, mentre un vicino, Antonio Gozza, venne colpito da un colpo di trombone al petto. Il frastuono dei due contro gli invasori allarmarono altri vicini che accorsero armati, supportati dai Barracelli e da altri paesani. Nel frattempo le donne e i bambini vennero condotti alla torre di Sant'Antonio per essere messi al sicuro. L'attacco tunisino alla torre successivamente fallì e i mori ripiegarono, spinti dal contrattacco oroseino verso la palude di Turcuris, dove molti dei nemici si impantanarono e perirono. Il coraggio dei paesani fu tale che si meritò un encomio dal Re.
Nel 1808 il feudo passa direttamente alla Corona, per i debiti che la famiglia Manca Guiso aveva acquisito con il fisco. In questo periodo di confusione e di scontro tra Corona e feudatari per la proprietà del Feudo d'Albis, i patroni marittimi di diversa provenienza sfruttano le risorse portuali e impiantano a Orosei la base dei lucrosi traffici commerciali.
Come indicato dagli Atti del Regno di Sardegna (tra il 1814 e il 1832), il Regolamento dei Porti classificava Orosei come quinta classe, ovvero "Spiaggia di 2ª Classe" semplici di approdo, e quindi dotato di un capitano di seconda classe, un addetto all'ancoraggio e un guardiano.
Con la riorganizzazione amministrativa del 1839, e l'eliminazione de iure (ma non de facto) del sistema feudale, Orosei dispone di un proprio mandamento, sotto la prefettura di Nuoro e sotto il dipartimento gallurese di Galtellì, col quale era collegato o dalla sponda in secca del fiume, ampiamente carreggiabile, o da un sentiero lungo la montagna difficile e sassoso (sul quale si ricalca la SS129). Il paese, già in mano allo Stato ben prima della soppressione del sistema feudale, divenne un comune amministrato da un sindaco e da un consiglio comunale.
In una carta geografica che porta la data di "Venezia 1779" vengono indicate le vicinanze di Orosei come i luoghi in cui esistono miniere d'oro, ma già nel 1838, il Casalis afferma che di nessuna di questa, né di altre riserve aurifere, si ha notizia confermata in Sardegna, ricca invece di cave (come proprio a Orosei) di «Pietra Volcanica», ovvero basalto.
Proprio da questo sbocco sul mare l'abitato è stato più volte soggetto ad attacchi pirateschi. Una figura semileggendaria nella lotta contro le invasioni dal mare è Tomasu Mojolu, che nel 1806 guidò la resistenza contro l'ultimo attacco turco, nel quale la popolazione di Orosei vinse nonostante la superiorità numerica degli assalitori e l'appoggio dell'artiglieria.
Secondo i censimenti del Regno di Sardegna, Orosei ha registrato una crescita continua lungo tutto l'Ottocento: nonostante ciò, pur essendo un importante centro portuale e commerciale e contrariamente a quanto avverrà nel XXI e nel XX secolo, Orosei non figurava tra i paesi più popolosi della provincia nuorese. Questo appare ancora più inspiegabile, vista la presenza all'epoca nel centro oroseino di un medico, due chirurghi di condotta e alcuni flebotomi (Casalis - Angius, p. 948 e p. 1104). In più, nel 1838 Orosei era già al centro dei piani urbanistici e infrastrutturali, grazie al cantiere della Macomer- Orosei (attuale Strada statale 129 Trasversale Sarda). Nel medesimo anno, il paese era sede di prigione provinciale. Inoltre, vi erano due farmacie per tutti i paesi del circondario.
In questo stesso periodo, Alberto La Marmora racconta di Orosei, come un considerevole paese, la cui principale disdetta era quella di non possedere un ponte per attraversare il fiume. Lo si attraversava con una barca quando in piena, a cavallo o a piedi quando in secca. Il guado di "Santa Maria", oggi non più individuabile ma costeggiante grossomodo l'attuale posizione del ponte, rappresentava una delle principali cause di morte in paese: molti annegavano o decedevano per malattie collegate agli sbalzi di temperature e al bagnarsi: «in particolare le donne, le quali, sia che ritornino dal lavoro dei campi sull'altra riva, o dalla raccolta della legna, con un fagotto sulla testa e tutte sudate, sia che si trovino in uno stato critico, subiscono con il bagno un raffreddamento improvviso che può essere fatale». Morti che si aggiungono a quelli dovuti alla malaria e il tasso di mortalità del paese rimane elevato. Per questo motivo La Marmora, come di suo consueto fare, esortava le autorità alla costruzione di un ponte o di una passerella.
I vassalli di Orosei erano divisi in quattro classi e pagavano all'erario «diritti personali, diritti di pascolo, di vino e di estrazione».
Nel 1838 lo spedale della carità di Chiesa di Sant'Antonio Abate era in pieno decadimento, privo di fondi da parte dell'amministrazione comunale e del vescovado, tanto che non era possibile ospitare più di 12 persone.
Una interessante visione della Orosei del 1838 e degli anni antecedenti ci arriva dal viaggio che Vittorio Angius ha intrapreso per raccogliere le informazioni utili alla compilazione del "Dizionario Geografico, Storico, Statistico, Commerciale degli stati di S.M. il Re di Sardegna" di Goffredo Casalis. L'Angius scrisse personalmente tutte le voci riguardanti la Sardegna, e descrive gli oroseini come «generalmente pacifici» e amanti del lucro «che facilmente ricavano dal battello coi battelli napoletani, genovesi e della Maddalena». Allo stesso modo, insieme agli altri abitanti del dipartimento, erano uomini «laboriosi, religiosi, ospitali, vivaci e pieni di valore» che respingevano con valore gli invasori barbareschi, tanto che questi «di rado ardivano avvicinarsi a queste spiagge per le solite depredazioni, ricordandosi di essere stati sempre mal ricevuti e ributtati in mare pure quando avean operato per sorpresa». Nel 1839, di sedici banditi ricercati, uno era di Orosei. D'altronde «gli oroseini e gli altri del loro dipartimento sono generalmente pacifici, di rado accade fra essi un omicidio, e in quanto alla fatica non si risparmiano per amore del lucro» tuttavia sono rinomati «bevitori, ma può essere che questa sia un'esigenza per il clima umido e l'aria non buona» (per via delle zone palustri). Sempre secondo l'Angius «in loro onore, ladri e birbe non trovano mai [...] ospitalità», nonostante siano «ancora un po' tiepidi negli uffici religiosi». Gli uomini sono descritti come «vivaci animosi e facili a d'infiammarsi d'ira» mentre le donne come «di altrettanta vivacità, avvenenti, seduttrici».
Orosei infatti, pur non avendo l'importanza che deteneva nel XIV secolo, aveva un porto assai attivo dal quale si commerciavano tutti i prodotti della Barbagia, e non solo.
Orosei era un vero e proprio centro di commercio per i prodotti di paesi come Benetutti (formaggi), Bitti, Dorgali, Galtellì (cereali, vini, formaggi e altri prodotti), Gavoi, Nulvi, Ploaghe e tanti altri.
Le genti di Orosei erano tra i principali acquirenti dei prodotti tessili artigianali di Dorgali, consumatori della rinomata fonte d'acqua minerale di Galtellì «molto efficace nelle febbri d'intemperie» (Angius, p. 473).
In questo secolo, prima delle bonifiche avvenute nel secolo successivo, le malattie più comuni erano le pleuriti (che, seppur prevenibile, causava molti morti per noncuranza), le febbri perniciose e l'epilessia.
Le bonifiche ottocentesche e di primo Novecento avevano come scopo primario quello di regolamentare il corso del Cedrino mediante l'innalzamento degli argini e l'eliminazione dei numerosi bacini paludosi che ammorbavano l'aria favorendo l'insorgere della malaria. Il passaggio "dalle acque malarigine all'acqua della vita" si ottiene con la capillare rete irrigua indispensabile all'agricoltura (orti, giardini, erbai e vivai) e con la riconosciuta importanza, anche a fini turistici, delle estese zone umide.
Nel 1880, e poi nel 1886, 1988 e 1989, Orosei fu interessata da importanti e devastanti piene del fiume Cedrino, quando il fiume era ancora sprovvisto di argini artificiali a protezione. Se durante la piena del 1880 era crollato il ponte sul riu Foche Pizzinna, lungo la litoranea di Santa Maria, nel 1886 i danni furono tali che se ne parlò persino in Parlamento: tutte le comunicazioni e le strade furono interrotte, l'acqua raggiunse i 4 metri d'altezza di piena, oltre 1 000 ettari di orti furono distrutti,. Solo nel 1876 era stato inaugurato, con le prime sette arcate, il ponte sul Cedrino. Negli stessi anni, sul rio Sa Minda vi era un ponte a due arcate.
Con la nascita della Provincia di Sassari nel 1889, Orosei - ancora inquadrato nella "Bassa Gallura" - viene legato agli uffici provinciali sassaresi.
Verso fine secolo vengono nominati per la prima volta i tre frantoi di una certa importanza, che prendevano nome dai loro proprietari (quello dei Musio, dei Vardeu e dei Satta). Il primo, dei Musio, era tra via San Salvatore - oggi via Giacinto Satta - e via Tommaso Moiolu, eroe quest'ultimo, precedentemente proprietario del mulino, inspiegabilmente abbattuto nel 1993. Gli altri due, rispettivamente dietro la "Prigione Vecchia, e in via Dorgali (oggi via Santa Veronica).

#### XX secolo - XIX secolo
Il Novecento a Orosei è arrivato, si può dire, poco alla volta. Alcune date fondamentali, specialmente nella prima metà del secolo ma non esclusivamente, hanno rappresentato l'introduzione - seppur in ritardo rispetto ad altri centri urbani, importanti innovazioni. È per il territorio una fine lenta ma definitiva e ineluttabile dal Medioevo feudale che aveva contraddistinto - nonostante le campagne di modernizzazione del Regno di Sardegna e del Regno d'Italia - Orosei e dintorni per tutto il secolo precedente. Ancora all'inizio del secolo, comunque, si ha notizia dei barconi che attraccavano in Orosei per caricare minerali, grano e carbone.
Tra le primissime novità del secolo vi è indubbiamente l'arrivo degli autobus con servizio postale, che gradualmente avrebbe sostituito il ruolo dei "carrozzeri", ovvero le semplificate diligenze ai cui addetti con calesse e cavalli era designato il collegamento delle stazioni di posta e dei carcerati.
Con Decreto reale del 18 gennaio 1910, su proposta dell'allora Ministro dell'interno, il mandato del Commissario straordinario posto a seguito dello scioglimento del consiglio comunale, viene prorogato di altri tre mesi per permettere la conclusione della vendita di terreni comunali e riappianare i conti in rosso delle casse comunali. In contemporanea, il commissario doveva portare avanti l'ampliamento del cimitero comunale e del mercato civico, ma anche la trasformazione del brefotrofio della Chiesa di Sant'Antonio Abate (Orosei) e le procedure per la contrazione di un mutuo che finanziasse la costruzione del nuovo acquedotto.
Nel 1911 viene inaugurata la linea automobilistica Nuoro-Orosei-Terranova Pausania, segnando così il pensionamento dell'ultimo carrozzeri di Orosei (Giuseppe "Peppeddu" Porcu carrozzeri, appunto) che svolgeva servizio presso tutta la Baronia.
A Orosei venne fondato, traendo origine dalla sezione locale nazionalista, la Sezione di Orosei del Partito Fascista. Gli appartenenti alla sezione si posero in netto contrasto con le politiche sardiste dell'amministrazione comunale guidata da Giovanni Battista Porru. Questi, nel 1923 aveva pure tentato di rifondare la sezione sardista, ma lo scontro con i fascisti si fece acceso e si concluse solo con la promulgazione delle leggi fascistissime del 1926 e la conseguente eliminazione dei consigli comunali con l'arrivo dei podestà. Durante il fascismo anche Orosei sostenne le attività di istruzione, propaganda e sport organizzate dal Partito, contribuendo come possibile con il proprio bilancio.
Nel 1926 viene arriva l'acqua corrente, con l'apertura tra l'attuale via Lamarmora e via Nazionale, della prima fontana da rete idrica pubblica. L'anno successivo sono aperte le cinque fontane pubbliche distribuite nel paese, dividendo il paese in altrettante zone di raccolta e di aggregazione, intorno a questi sostituti dei pozzi privati. Esse erano in piazza del Popolo, la prima e la più importante, poi in Santu Juanne, in Santu Jorii, in Sant'Antoni de Padua, e in S'Ortu 'e su Mulinu. La loro posizione si rivelerà fondamentale per delimitare con precisione il centro storico, che vedrà il suo sviluppo urbanistico solo dagli anni 1950.
Nel 1927 Orosei viene assegnato alla neoistituita Provincia di Nuoro, e perde tantissimo del potere doganale, fiscale ed economico detenuto sinora grazie alla presenza del porto.
Nel 1931 il paese raggiunge quota 2 430 abitanti. Negli stessi anni, i Guiso-Gallisai, ossia dagli eredi di don Pietro Guiso e Giovanni che dal 1721 erano custodi, concessionari e deputati della marina, del tratto litoraneo che partiva da Cala Luna alla Punta di Sabatero avevano avviato i lavori di canalizzazione delle paludi oroseine, intervenendo nel tratto di Osala che nel 1968 risultava già ampiamente scavato e piantumato con Pinus pinaster. Negli stessi anni della prima metà del XX secolo, i tratti costieri di Orosei che si estendevano anche oltre la foce del Cedrino, sino ad arrivare ai limiti del paese, erano già stati piantumati con pino marittimo. Se oggi possiamo osservare lungo tutte le coste sul mare immense pinete, nelle ortofoto del 1968 si possono osservare ancora i filari ordinati secondo linee oblique parallele di pini giovani e le numerose strisce tagliafuoco del quale oggi rimangono ancora i segni. Sempre in questi decenni (e comunque ben prima del 1968) era stata già piantumata e progettata l'area di rimboschimento che oggi circonda lo stagno di Bidderosa.

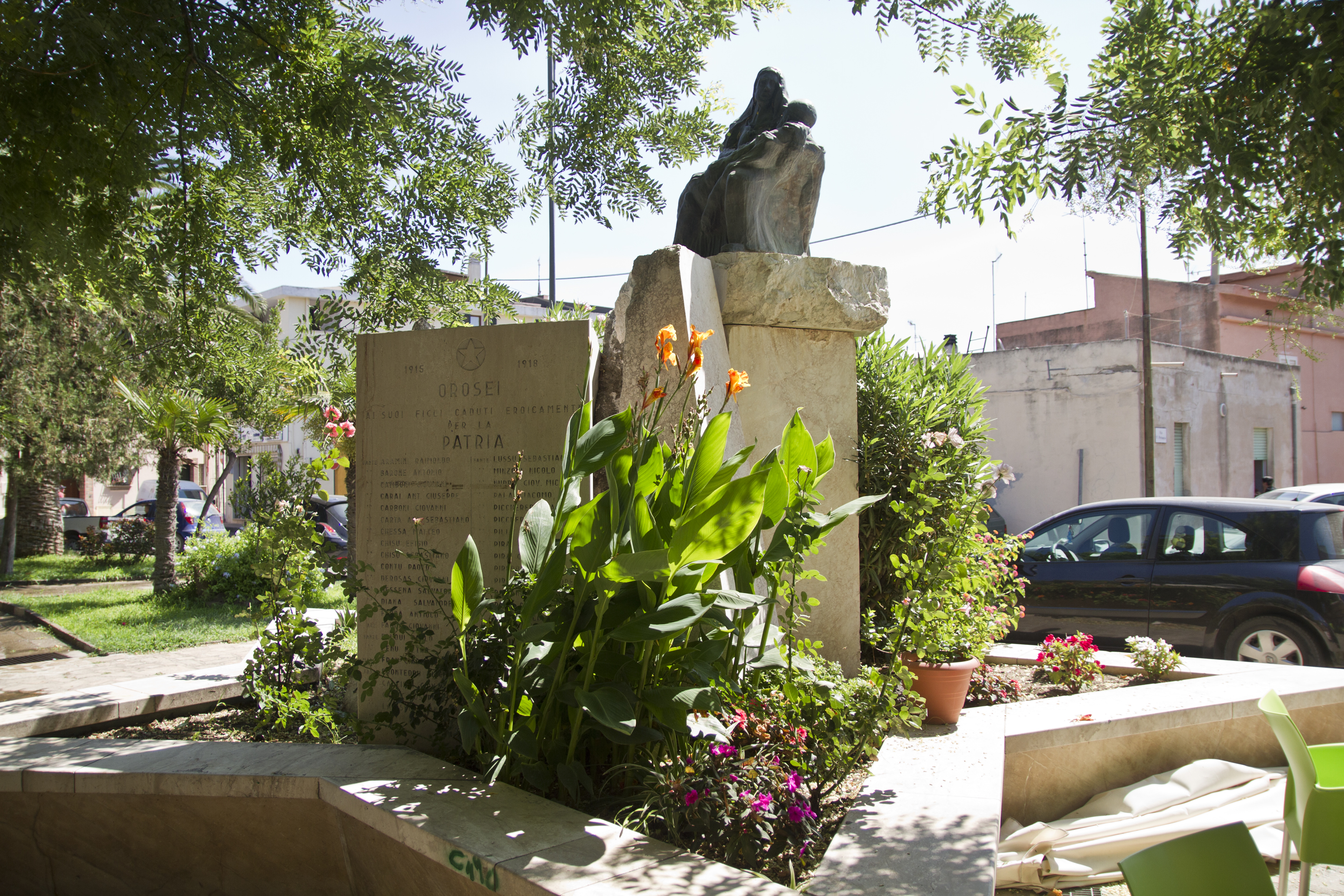
Monumento ai caduti di tutte le guerre

Durante la seconda guerra mondiale, i militari tedeschi e italiani di stanza a Orosei, che costruirono gli ancora visibili bunker per mitragliatrici in punti strategici (piazza San Gavino, nella località Funtanedda e a Punta Ginepro), alloggiavano o in ricoveri costruiti da hoc, o presso il Santuario del Rimedio, e altre strutture sequestrate, tra le quali si può citare l'occupazione di una porzione della casa padronale Guiso Satta, dove aveva sede il comando. Negli stessi anni, per la prima volta, gli oroseini conoscevano il cinema, grazie alle proiezioni di film che i militari organizzavano nella chiesetta di Sant'Antonio da Padova.
Nel secondo dopoguerra la Fondazione Rockefeller avviò a Orosei un'importante bonifica delle aree paludose site a pochi chilometri dal centro, che portò a una drastica riduzione della presenza dell'anofele, permettendo lo sfruttamento di terreni destinati all'agricoltura. La bonifica era stata preceduta da un primo intervento negli anni 1930 Fin dall'antichità la malaria fu una delle peggiori avversarie dei sardi. Sembra a che a portarla in Sardegna siano stati i Cartaginesi nel V secolo avanti Cristo, e che da allora la sua presenza fu costante fino a metà Novecento. Il suo sviluppo fu dovuto al taglio delle foreste per creare campi dove coltivare grano, che proseguì durante l'Impero romano (in questo periodo, il Campidano divenne il granaio dell'impero). Orosei e la sua piana inondata dal Cedrino era una delle aree più colpite. Nel secondo dopoguerra, fino al 1951, il "Rockefeller Foundation Sardinian Project" finanziò un vasto piano di disinfestazione dalle zanzare, coinvolgendo 32 000 lavoratori che irrorarono le zone rurali con 10 000 tonnellate di DDT. Sulla parete dei alcune case nel centro di Orosei, i segni dell'azione dei disinfestatori sono ancora visibili tramite le date. Marcello Fois, in "Nel tempo di mezzo", racconta attraverso i suoi personaggi quel momento di storia dell'isola.
Prima del 1950 vengono costruiti i primi tratti, nella porzione finale del fiume Cedrino, degli argini. Essi si rivelarono insufficienti durante l'alluvione del 1950 che comportò ingenti danni, tanto da cambiare sensibilmente l'aspetto ambientale dell'area. Prima della stessa data viene anche realizzato il sistema di dreno della piana nord, con la creazione di un canale di scarico e uno sbocco verso la zona di Santa Maria. Questo sistema è ancora in funzione tramite valvole di scarico per contrastare eventuali piene come quella del 2006.
Nella metà del secolo, intorno al 1950, a Orosei apriva il primo cinema all'aperto, per opera del sig. Paolo Cabras, con 250 posti e una programmazione solo nel periodo estivo.

Nel 1962 non era ancora stato realizzato l'acquedotto (oggi esistente ma inutilizzato) che approvvigiona la Valle del Cedrino direttamente dalla fonte di Su Gologone

Nel 1950 iniziarono anche a Orosei i lavori - finanziati dalla Regione e dalla Cassa del Mezzogiorno - per adempiere alla legge sulla bonifica integrale del 1933, con interventi di piantumazione delle coste per la riduzione del surrenamento e la protezione dei terreni agricoli più vicini al mare. Come nel resto della costa oroseina, le pinete del territorio comunale (dai piedi del Tuttavista all'area protetta dello stagno di Bidderosa sono caratterizzate da Pinus pinea (nelle coste) e da Pinus pinaster (nelle alture) non autoctoni, che hanno creato nuovi ecosistemi. Per questa ragione le pinete, prima inesistenti, necessitano di continua manutenzione.
La delibera del consiglio comunale di Orosei, sindaco l'avvocato Giannetto Cabras, del 1956 cambiò il destino del paese. Furono messi in vendita lui i primi lotti di Cala Liberotto a «prezzo politico» per edificazioni a vocazione turistica. Fu quello il primo passo verso l'orizzonte turistico che nel giro del ventennio successivo fece di Cala Liberotto prima e di Cala Ginepro a seguire le località trainanti del turismo ricettivo della costa orientale sarda.
Nel 1959 viene scavata la parte artificiale dello stagno di Sa Curcurica, per facilitare l'affluenza di acqua e compensare l'opera dello sbocco a mare naturale, spesso soggetto a interrimento. L'opera completa non venne mai completata definitivamente. All'interno di questa opera venne poi integrata la Peschiera di Sa Curcurica, ma che è attualmente improduttiva, e in stato di completo abbandono. Nello stesso anno, dopo la richiesta dei familiari, il feretro di Grazia Deledda fece ritorno a Nuoro e sbarcò sulla costa oroseina su un battello da Roma.
Successivamente, a partire dagli stessi anni 1950, e in particolare intorno agli anni 1970, il centro abitato si è esteso alla costa, tramite la costruzione di alcune frazioni, come Sos Alinos (della cui inaugurazione, nel 1961, parlano alcuni video storici per l'eccezionale presenza dell'allora ministro Giulio Pastore che aveva già annunciato l'opera come investimento e sviluppo della Cassa del Mezzogiorno) e Cala Liberotto, dove negli anni ottanta è stata istituita l'area protetta dello stagno di Bidderosa.

Negli anni 1960 vengono iniziate importanti opere di canalizzazione del territorio di Orosei, bisognoso di acqua per l'irrigazione dell'agro e per contrastare la falda salina di risalita. Si tratta della Stazione di Sollevamento a pozzo di "Lollotti" che, nel 2017 versava in stato di abbandono e inutilizzo, a causa della mancanza di manutenzione. 
«Nel frattempo sono state avviate opere di irrigazione nella zona litoranea di Orosei (230 ettari circa), già difesa con arginature; tale zona, che presenta terreni di ottima fertilità, ha assoluto bisogno delle acque di irrigazione, oltre che per le normali necessità fisiologiche delle colture, anche per mantenere ad un franco sufficiente la falda salina che altrimenti — specie dopo la costruzione delle arginature — tende a salire in superficie per capillarità isterilendo i terreni. L'acqua occorrente per l'irrigazione viene captata nell'alveo di magra del fiume Cedrino mediante un canale drenante attestato ad un pozzo a cui è collegato rimpianto di sollevamento; da tale manufatto l'acqua viene poi distribuita alla piana mediante canaletto prefabbricate.» 
In questo stesso decennio il paese attraversa un periodo di risveglio culturale, volto al recupero e alla valorizzazione del proprio patrimonio culturale (dalle risorse ambientali, al centro storico, ai canti e balli con abbigliamento tradizionale locale). Nel 1962 viene infatti costituita l'associazione locale Pro loco, nel 1964 apre la Biblioteca Comunale il 17 gennaio, l'anno dopo sorge il primo circolo giovanile "Su Puntorju". Seguiranno nel 1970 il Gruppo Folk Orosei e nel 1973 il coro di Santa Maria del Mare.
Negli anni 1970 viene realizzato il canale scolmatore alla foce del fiume Cedrino. In contemporanea, iniziano i lavori per i canali di sfogo che congiungeranno il fiume al sistema fluvio-lagunare dello stagno di Avalè - Su Pedrosu, fino a quel momento diviso in differenti stagni e canali, tra cui la palude retrodunale di Turcuris, che viene completamente bonificato.
Nel 1975 don Nanni Guiso, accogliendo l'appello di una classe elementare guidata dalla maestra Giuseppina Manca, decide di finanziare il restauro di un'antica chiesa campestre di Orosei intitolata a "Santa Maria 'e Mare". La chiesa venne eretta nel Seicento per volontà della sua famiglia e risultava ancora di sua proprietà. Con la riapertura della chiesa, dal 1976 venne ripresa la tradizionale festa dell'omonima Vergine, e nasce il coro dei tenori di Santa Maria e Mare. Sulla scia delle iniziative di Don Nanni, Orosei diventa un piccolo centro culturale con una stagione artistica che porta, negli spazi espositivi di proprietà Guiso, opere dei cubisti, Joan Miró e altri artisti del Novecento. Oltre che artisti lirici come Margherita Rinaldi e Jeon Soeun Serenelli.
Negli anni ottanta del XIX secolo vengono create le bocche a mare e i moli per l'affluenza di acqua salmastra, una maggiore salute del sistema palustre e la creazione di una peschiera.
Nel 1989 il Comune di Orosei, sotto amministrazione Delogu, approva il bando per la costruzione del campeggio in località Marzellinu.
Con l'inizio del III millennio il recupero del centro storico, con nuove pavimentazioni in basalto e riutilizzo dei ciottolati originali prende forma, sostituendo alcuni lastricati cementizi e asfalti bituminosi. Contemporaneamente viene recuperata la piazza principale, piazza del Popolo, con un nuovo ridisegno e un giardino pubblico.
Nel 2001 viene inaugurata la nuova caserma della Polizia Stradale.
Nel 2016 iniziano i lavori per nuove infrastrutture, come la Circonvallazione delle Cave e i nuovi argini del fiume Cedrino. Entrambi i progetti sono ancora in corso.

### Simboli
Lo stemma e il gonfalone del Comune di Orosei sono stati concessi con decreto del presidente della Repubblica del 19 novembre 1999.
Il gonfalone è un drappo troncato di bianco e di azzurro.

## Monumenti e luoghi d'interesse

### Architetture religiose
Sono presenti diciassette chiese consacrate:
- la chiesa di San Giacomo, dedicata al patrono del paese
- la chiesa delle Anime
- la chiesa del Rosario
- il santuario di Nostra Signora del Rimedio
- la chiesa di San Giovanni Battista (de cussa banda)
- la chiesa di Sant'Antonio abate. La chiesa intitolata a sant'Antonio Abate, che doveva essere chiesa palatina, presenta un ciclo pittorico datato al XIV secolo, di grande interesse per la probabile committenza dei giudici d'Arborea, che ebbero potere in questo borgo già prima del 1350.[100]
- l'oratorio di Santa Croce
- la chiesa di Nostra Signora delle Grazie
- la chiesa della Pietà
- la chiesa di San Gavino
- la chiesa di Sant'Antonio di Padova
- la chiesa di Santa Maria del Mare (di proprietà privata dei Guiso, e da lui restaurata nel 1976)
- la chiesa di San Sebastiano
- la chiesa di Santa Lucia

e inoltre le chiese semidistrutte di Nostra Signora di Loddhusio (Chiamata "Nostra Signora d'Agosto" nel La Marmora) e di San Leonardo, oppure quasi totalmente distrutte come quella di San Prospero, mentre nel 1838 vengono citate dodici chiese consacrate più diverse cappelle minori, tra cui: il Rosario Vecchio, S. Giorgio,S. Giovanni de susu, S. Giovanni Muleddu, S. Giovanni Evangelista, San Salvatore, Vergine di Monferrato, San Lorenzo.
Alcune di queste oggi sono impossibili da individuare nel centro storico, come San Nicola, un tempo sede del priorato e degli archivi comunali. San Nicola aveva una sua "curtis" ovvero una casa per i servi che lavoravano per l'amministrazione del fondo, gestita dalla chiesa. Essa era disposta su un unico livello con un cortile chiuso su tre lati che formava "sa corte"
Inoltre, fino alla fine del XVIII secolo era presente un convento di suore cappuccine, trasferitesi poi a Orune. Quel che resta del convento venne trasformato in casa nobile Cabras, e la cappella del convento in Monte Granatico, poi abbandonato fino al recente recupero.

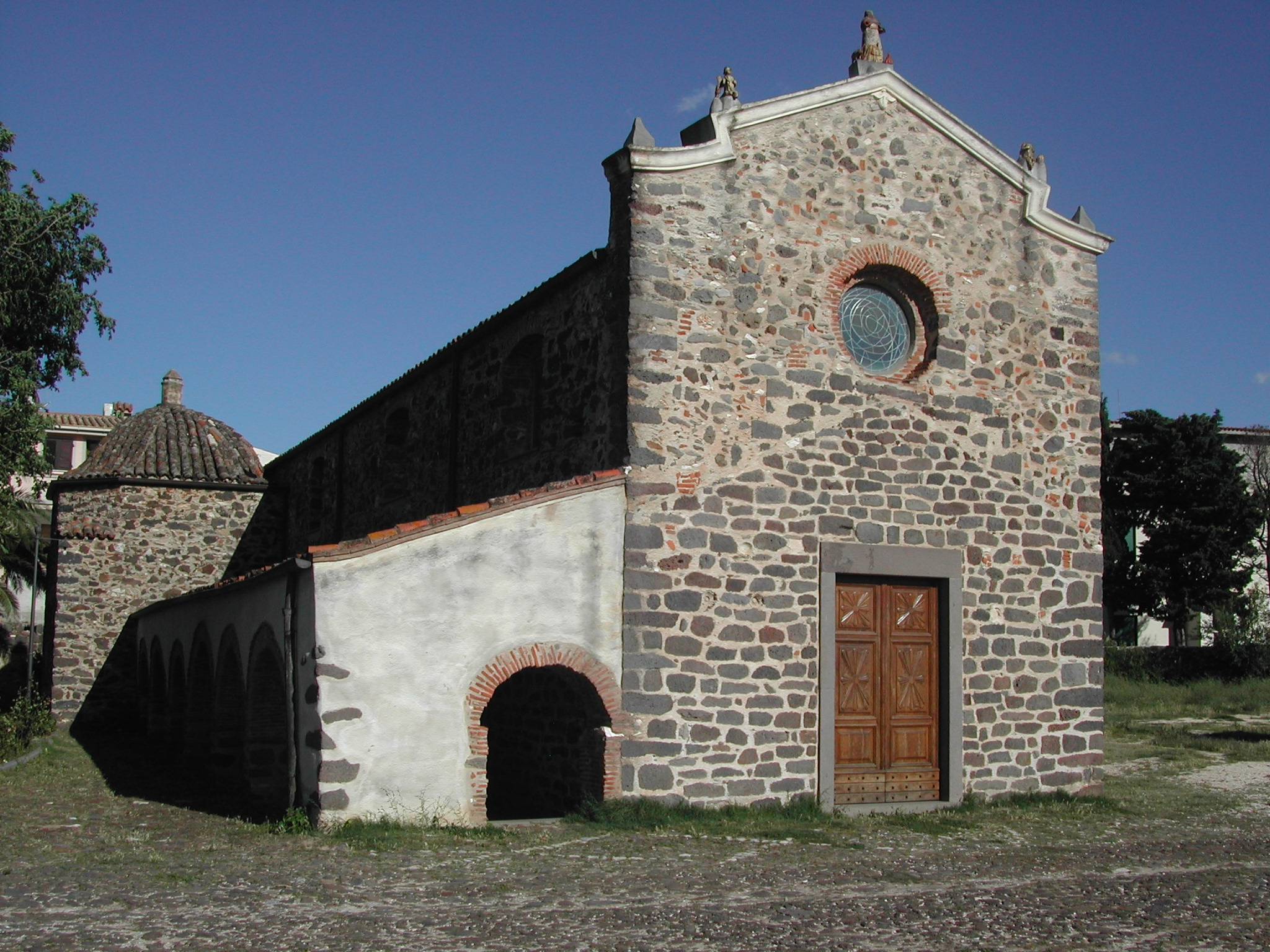
Chiesa di Sant'Antonio
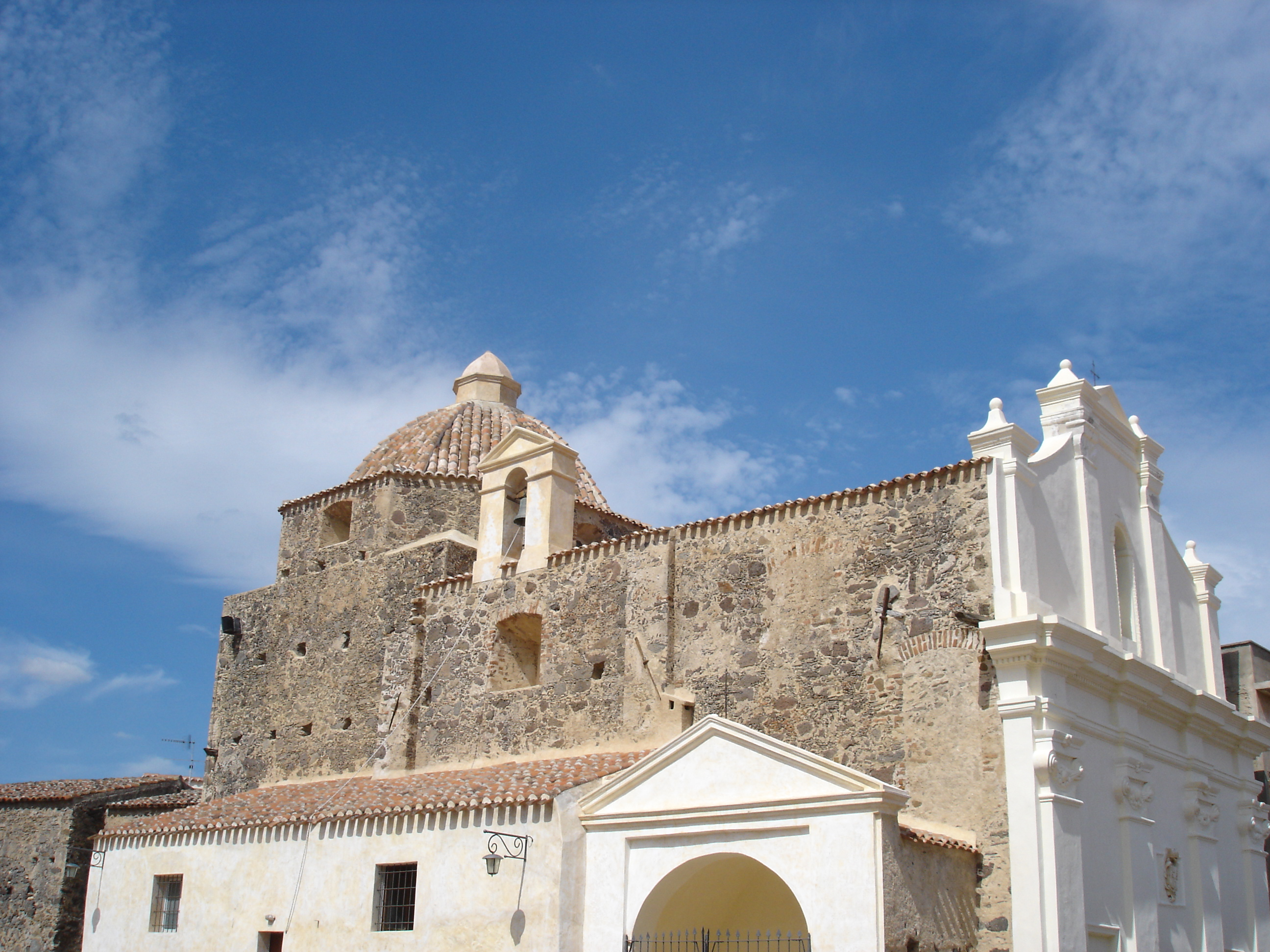
Chiesa delle Anime
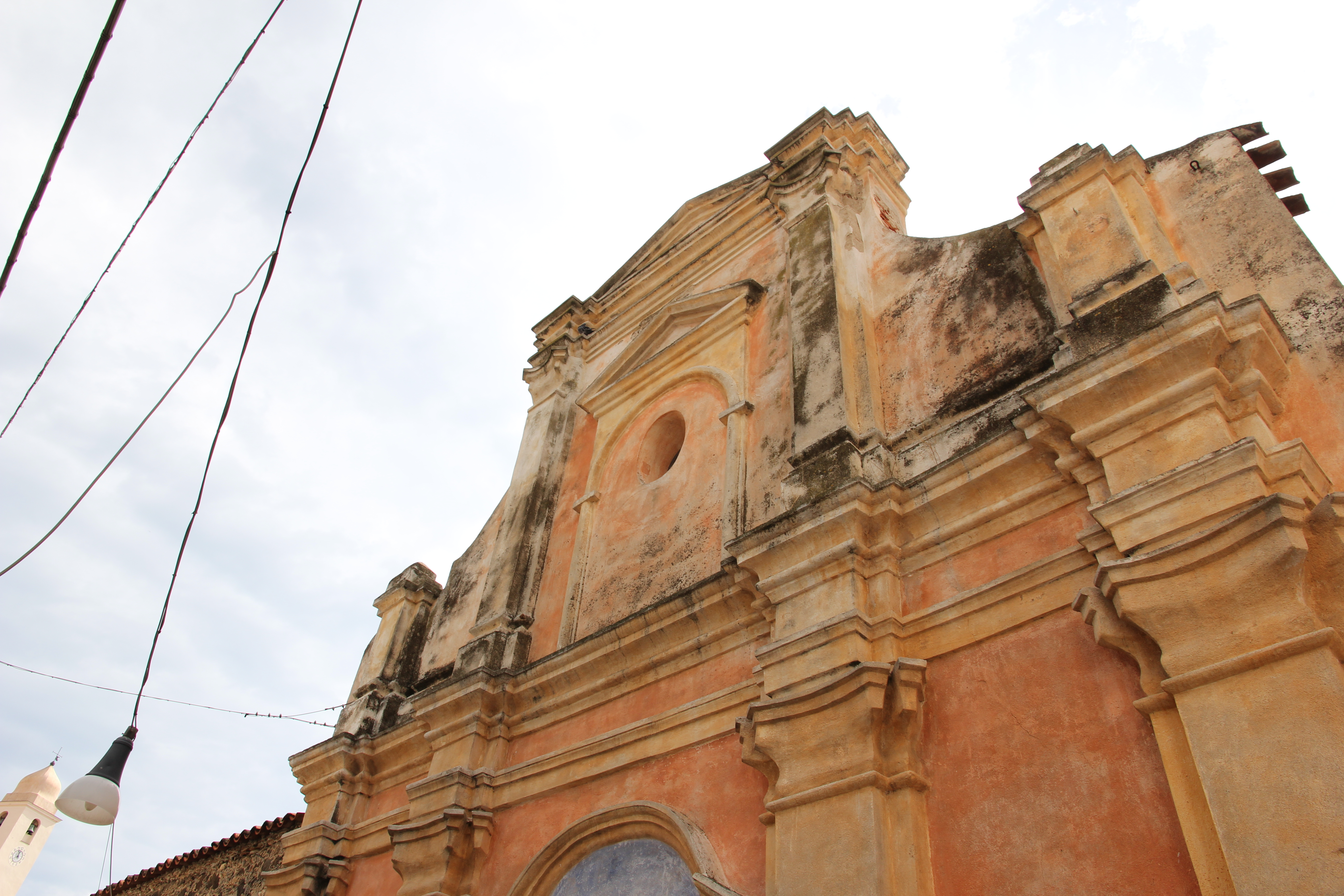
Chiesa del Rosario

### Architetture civili

#### Residenze ed edifici privati
- Casa Guiso-Satta "Casa Padronale"
- Casa Satta-Cabras (ex convento cappuccino "de sas Monzas")
- Palazzo Musio
- Casa Satta-Vacca
- Complesso Satta-Musio-Guiso
- Casa Cabras ("de Tziu Juanne Maria") 
La casa è meglio nota dal nome del suo capostipite, Giovanni Maria Cabras, che si stabilì a Orosei nel 1860. Faceva l'agricoltore e, partendo da una più modesta abitazione nel quartier di "San Giorgio", proprio di fronte alla chiesa omonima, realizzò negli anni l'attuale edificio. Esso rappresenta oggi un valido esempio di "Casa del Bracciante", tipica oroseina. La Struttura si articola a L, intorno a un cortile cinto da alti muri, al quale si accede grazie a un caratteristico portale architravato con sopraluce voltato.
- Casa Rurale nel quartiere di Zaramonte
- Casa Farina (esempio di casa del bracciante)

#### Edifici pubblici
- Municipio
- Monte Granatico (ex Chiesa Cappuccina "de sas Monzas")
- Case Popolari
- Case INA
- Scuole Elementari

### Architetture militari

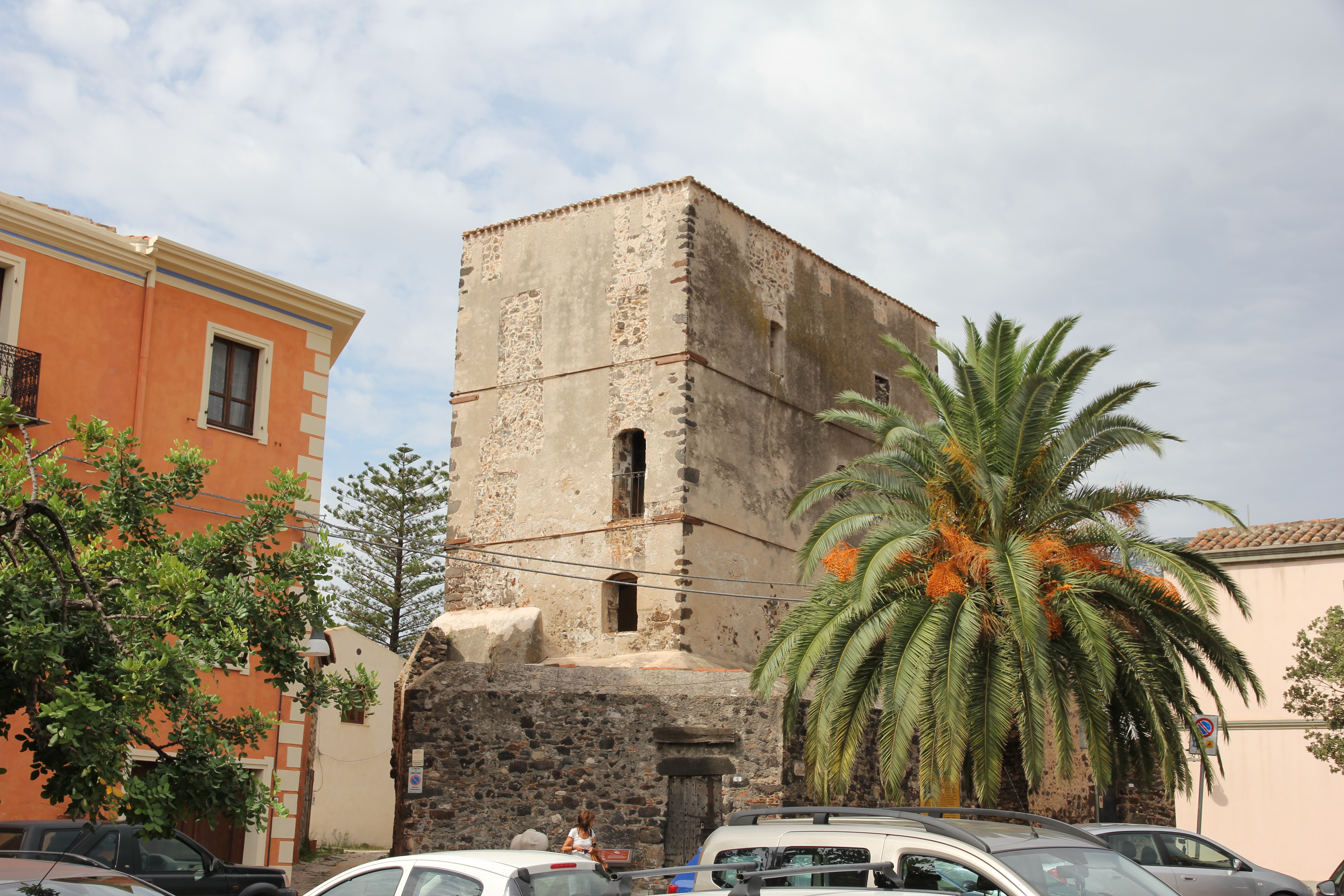
Prigione vecchia

- Sa Prejone Vetza (it. "la prigione vecchia") (ex castello giudicale). Datata al periodo giudicale, secondo Alberto La Marmora i resti del "castello di Urisa" sono più recenti, spesso rimaneggiati, probabilmente una costruzione inglobante l'originario antico castello.[34]

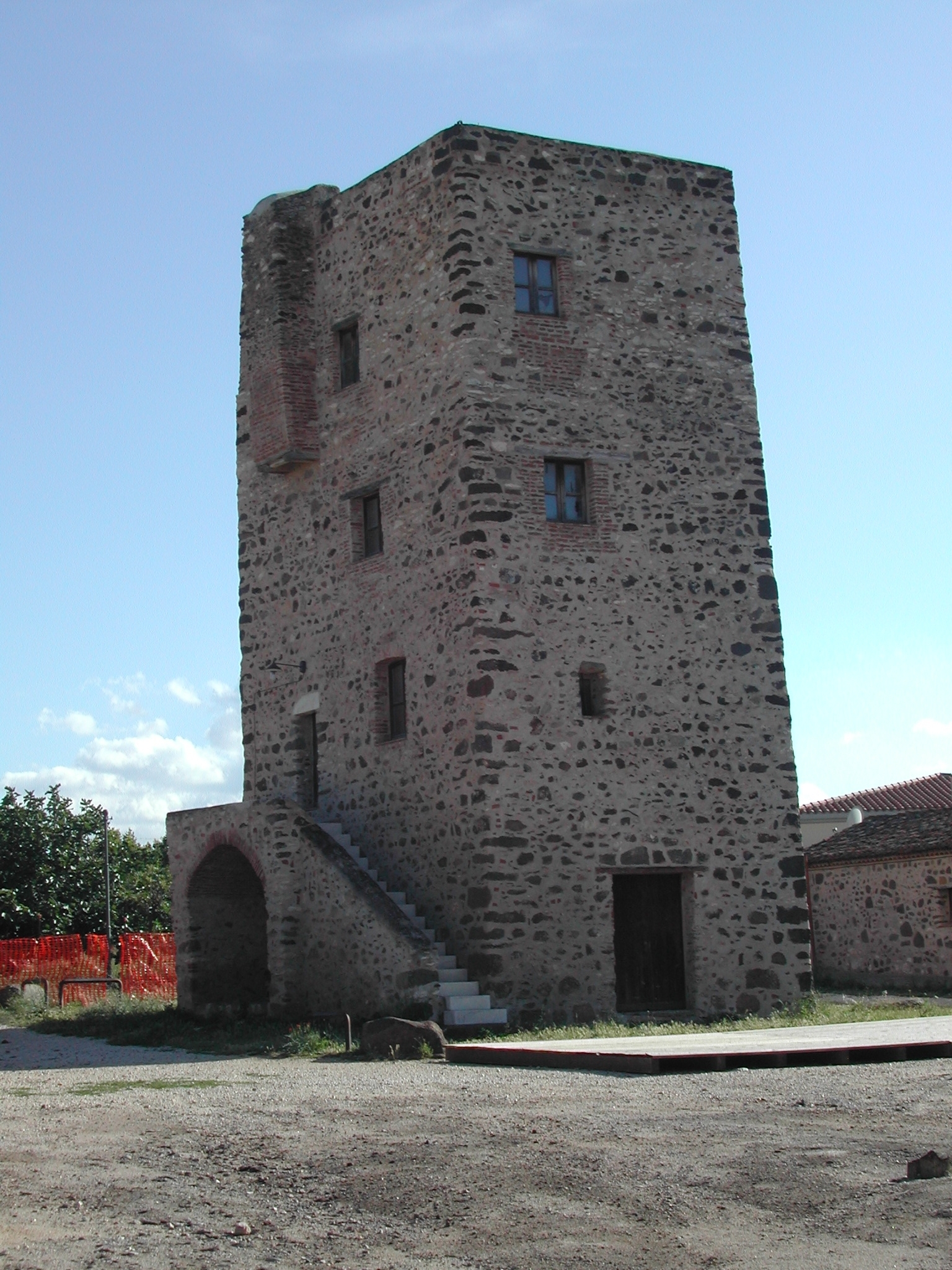
Torre di Sant'Antonio Abate

- Torre di Sant'Antonio Abate (ultima rimasta di una serie, nel XVIII e XIX secolo era l'abitazione dell'economo dello spedale[32])
- Due torri militari sorte sul Gollei (in quello che ora è il rione di Gollai) vennero disfatte nel 1793 per recuperare i materiali della nuova chiesa parrocchiale[32].
- Molto probabilmente Orosei era cinto di mura[32]: sia per la presenza di torri, sia per quella del castello, del quale sono riaffiorati alcune fondamenta nei lavori di rifacimento della piazza delle Anime.

### Siti archeologici
Dei tredici nuraghi censiti o comunque individuati nel territorio comunale, si segnalano:
- Nuraghe di Gulunie (o di Osala)
- Nuraghe Rampinu

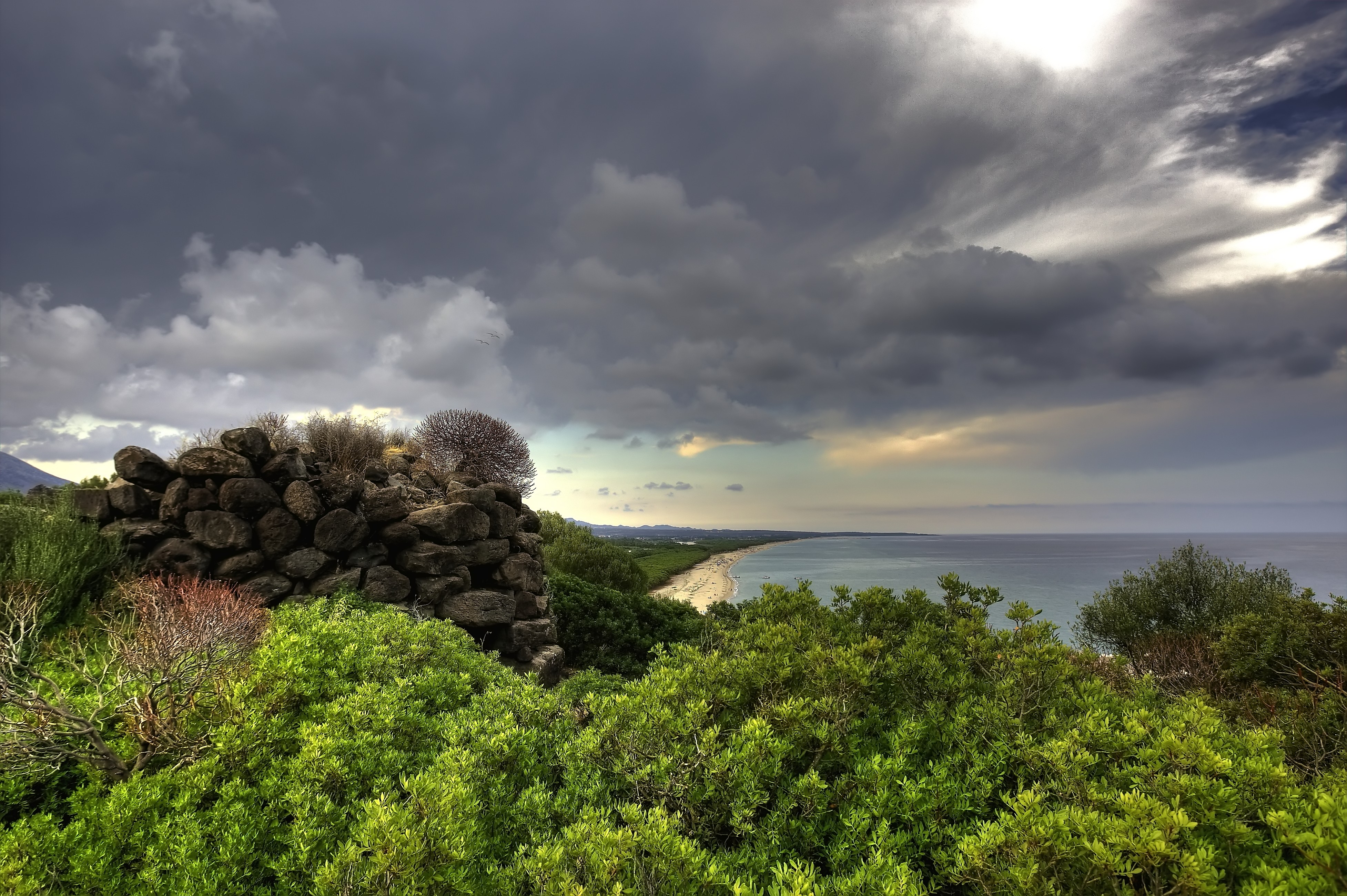
Nuraghe Gulunie

- Villaggio Nuragico di "Sa Linnarta" con pozzo sacro
- Area Archeologica di Orgoi, con tempio a pozzo violato nel giugno 1999 da tombaroli.[104]

Almeno fino al 1838 erano chiaramente distinguibili resti «di antica popolazione» (non è chiaro se solo nuragiche o anche romane) poco distante dalla chiesa di Loddusio (dove oggi si sa esserci resti di muraglie nuragiche), lungo la zona di Gulunie, e sotto il colle di Santa Lucia. Già nel 1868 la maggior parte dei «numerosi nuraghi» risultavano già disfatti per la maggior parte.

### Aree naturali
Nel 2017 Legambiente, con le rilevazioni effettuate dalla sua Goletta Verde, e con la collaborazione del Touring Club Italiano, ha assegnato il riconoscimento di 4 Vele al comprensorio del golfo di Orosei nel quale si trova la costiera di Orosei. I parametri considerati per l'assegnazione delle vele sono la qualità delle acque di balneazione, efficacia della raccolta differenziata dei rifiuti, la gestione delle risorse idriche, la presenza di aree pedonali, efficienza dei servizi, la valorizzazione del paesaggio e delle produzioni locali.
Nel territorio di Orosei ti trovano distinte realtà naturali:

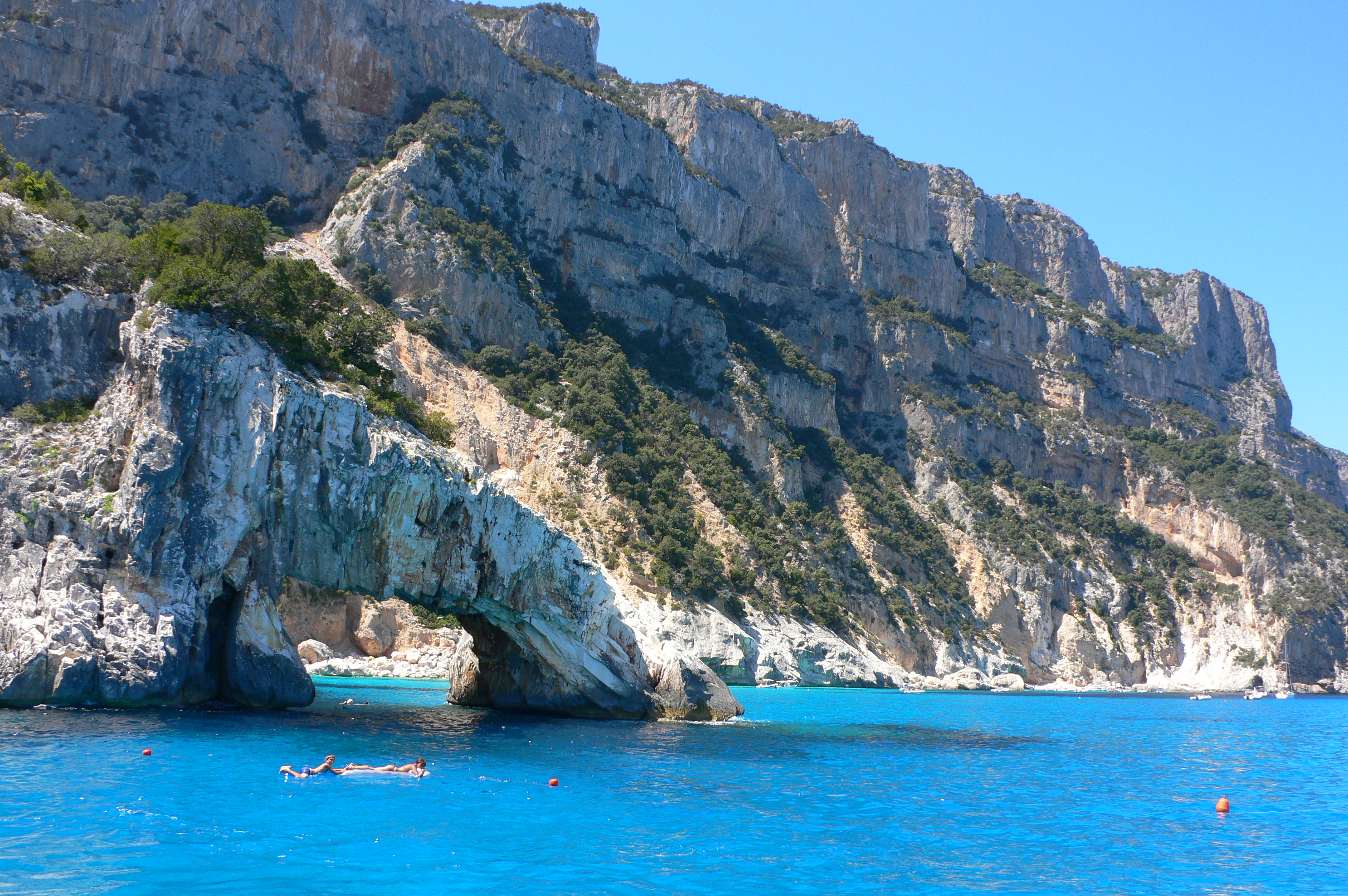
Golfo di Orosei

- Golfo di Orosei
- Stagno di Sa Mattanosa
- Stagno di Sa Curcurica
- Stagno di Avalè - Su Pedrosu
- Valle del Cedrino

#### L'Oasi di Biderrosa
La località di maggiore pregio ambientale è il parco naturale di Biderrosa (ingresso a pagamento), area di oltre 400 ettari in gran parte rimboschita a pino ed eucalipti, in cui non manca però la tipica macchia mediterranea (mirto, erica, cisto, lentischio, lecci, corbezzoli e ginepri); percorsi a piedi, in bicicletta o in macchina consentono di raggiungere quote elevate dei rilievi granitici da cui si gode il panorama dei sottostanti stagni e delle spiagge di finissima sabbia.

#### Colle di Santa Lucia
Isolata dai contemporanei altopiani basaltici a causa dell'attività erosiva delle acque del fiume Cedrino (che in questo punto, prima delle opere di arginamento, si biforcava in due distinti rami), conserva tracce della sua remota e più recente antropizzazione. A epoca preistorica sono riferibili una tomba dolmenica (purtroppo violata) e filari basali di due torri nuragiche posizionate lungo il ciglione SE; rinvenimenti fittili superficiali ne testimoniano una frequentazione in periodo romano, mentre le chiese ancora aperte al culto di S. Lucia (forse impostata su un precedente tempio romano) e di S. Giovanni Evangelista costituiscono la più evidente emergenza monumentale della medioevale "villa" di Bithé (Bibisse nelle fonti, insediamento oggi scomparso poiché abbandonato intorno al diciassettesimo secolo in seguito alle frequenti epidemie e alluvioni).

#### Cuccuru 'e frores
Località tra le più interessanti sia per testimonianze paleontologiche (fossili di tutte le fasi del Cretaceo) sia per la marcata antropizzazione dalla preistoria (domus de jana di Conca ruja, grotte riparo, nuraghe e muraglie nuragiche sulla cima e lungo le creste strapiombanti sulla sottostante valle) alla fine dello scorso millennio (una decina di forni di calce in uso fino alla metà del Novecento, il primo deposito d'acqua potabile, tracce d'archeologia industriale dei primi saggi delle cave di marmo). Il rilievo calcareo di Cuccuru è Frores, alle propaggini NE del Tuttavista, risulta ben circoscritto da una stretta valle percorribile a piedi; dalla sua cima (alt. 254 m) un panorama su tutta la valle del cedrino. Il toponimo (collina dei fiori) deriva dalla caratteristica colorazione del periodo di massima fioritura (marzo-aprile).

### Altri luoghi d'interesse

#### Relitto del KT12
A circa due miglia dalla costa, su un fondale di 31 metri di profondità, ci si può recare a visitare il relitto del KT12, un mezzo da sbarco tedesco che trasportava automezzi e carburante per le truppe tedesche che combattevano in Africa settentrionale, affondato durante la seconda guerra mondiale. Era il 10 giugno del 1943 quando, verso le dieci del mattino, un fortissimo boato scosse la cittadina, a dimostrare che uno dei tre siluri lanciati dal sommergibile inglese Safari aveva centrato il bersaglio. Il relitto è spaccato in due parti: una più piccola, costituita dalla la prua, e una più grande, con l'ancora e la poppa, sulla quale si trovano il cannoncino e una gru caduta fuori bordo.

## Società

### Evoluzione demografica
Abitanti censiti

#### Censimenti storici
Secondo il Liber fondachi nel 1318 a Orosei vi erano 915 abitanti, ma altre fonti sostengono che nel 1317, prima data disponibile sui dati della popolazione, vi fossero 380 fuochi e 1 932 abitanti. I due dati sono apparentemente discordanti, ma non indicano i criteri di calcolo demografico (con o senza l'inclusione dei piccoli borghetti medievali satelliti), potrebbero quindi solo essere complementari.
Altri dati significativi sono quelli riferiti al Parlamento del 1485, i primi disponibili dopo la concitata fase delle guerre che caratterizzarono tutto il XIV e buona parte del secolo XV; a quella data la popolazione era enormemente diminuita, contava 50 fuochi per un totale di 200 abitanti.
A distanza di un secolo, nel 1583, la popolazione era nuovamente cresciuta: di fatto era più che raddoppiata, e contava 120 fuochi per un totale di 484 abitanti. Il bilancio demografico del secolo XVII, nonostante le epidemie di peste e le carestie, è positivo: infatti nel 1698, alla fine del periodo spagnolo, la popolazione era cresciuta e contava 712 abitanti.
Nel 1728, all'inizio del periodo sabaudo, la popolazione era ulteriormente aumentata e contava 1 256 abitanti. Nel periodo successivo la popolazione prese a crescere con regolarità e nel 1848, anno in cui si ebbe la "fusione perfetta", contava 1 671 abitanti.
Nei decenni successivi registrò un nuovo leggero aumento e nel 1861, anno della proclamazione del Regno d'Italia, contava 1 814 abitanti. Nella seconda metà del secolo XIX continuò a crescere; nel 1901 contava 2 121 unità. Nel corso dei primi decenni del Novecento il villaggio continuò a svilupparsi; nel 1951 contava 3 484 abitanti. Nell'ultimo cinquantennio la popolazione ha continuato a crescere grazie allo sviluppo delle attività turistiche; nel 2001 contava 5 777 abitanti.
Secondo i censimenti del Regno di Sardegna, Orosei ha registrato una crescita continua lungo tutto l'Ottocento: nel 1827 c'erano 1 420 abitanti, nel 1829 erano 1 540, nel 1831 invece 1 500, mentre nel 1834 erano 1 620.
Nel 1838 si contavano a Orosei 1 905 persone, con un notevole incremento, giustificato secondo Vittorio Angius dalla progressiva introduzione delle vaccinazioni. Nel medesimo censimento si sottolinea la presenza di dodici famiglie nobili, 435 sono famiglie possedenti. Inoltre vi erano 500 agricoltori, 40 pastori, 25 pescatori, 50 negozianti all'ingrosso e al minuto, 60 artigiani, cinque preti, dodici ufficiali civili, cinque sanitari (un medico, due chirurghi e due flebotomi), due notai.
Nel 1860, con riferimento al censimento del 1858, La Marmora ci comunica che a Orosei erano residenti 1 813 persone.
| Anno | Abitanti |
| ---- | -------- |
| 1821 | 1420     |
| 1829 | 1540     |
| 1831 | 1500     |
| 1834 | 1620     |

### Etnie e minoranze straniere
Secondo i dati ISTAT al 31 dicembre 2015 la popolazione straniera residente era di 488 cittadini stranieri e cioè il 7% della popolazione residente. Le nazionalità maggiormente rappresentate erano:
- Romania 250
- Marocco 111

### Lingue e dialetti
La variante del sardo parlata a Orosei è quella nuorese baroniese, e veniva descritto un tempo come «similissimo a quello dei bittesi, ma la pronuncia è più spedita».

### Tradizioni e folclore
Molto legati alle tradizioni locali di usi e costumi, Orosei è da sempre caratterizzata - come molto paesi della Sardegna - da abitudini ricorrenti.
Nei secoli scorsi, e anche oggi - seppur più di rado -, sono soventi i balli pubblici in piazza, un tempo accompagnati dal suono del tamburino o dal canto dei cori oggi più dal suono della fisarmonica.
Un tempo si soleva, durante i funerali, che le donne del parentado cantassero - in abiti scuri per il lutto - il dolore della perdita e le lodi del defunto. Questa pratica oggi è scomparsa.
Sono scomparsi altresì i tradizionali palii che si svolgevano durante la Festa del Rimedio e durante la festa della Santissima Vergine, quest'ultima non più celebrata. In queste feste nel XVIII e XIX secolo si celebrava con balli in piazza al canto di cori e piccole fiere itineranti.

## Cultura

### Musei
- Museo Comunale "Don Nanni Guiso". Museo dei teatrini in miniatura "Don Nanni Guiso", il cui allestimento originale è stato curato nel 1997 dall'architetto Vittorio Gregotti. Il museo aprì nel 2000[108] e prende il nome da Don Giovanni "Nanni" Guiso, ultimo proprietario dei grandi appezzamenti e dei manufatti appartenuti alla casata[108]. Il museo ha sede nel palazzo della "Caserma Vetza", ex abitazione nobile, poi caserma dei Carabinieri. Ospita opere comprendenti teatrini settecenteschi, tele senesi, una collezione di libri antichi di autori e tematiche sardi, costumi di carnevale antichi e altri oggetti di artigianato[108]. La raccolta di teatrini in miniatura collezionata da Giovanni Guiso – considerata la maggiore al mondo, con esemplari a partire dal XVIII secolo – e di altre numerosissime opere d'arte (disegni, libri di letteratura sarda, pitture, argenterie e oggetti d'arte, un cassone nuziale dipinto da Baldassarre Peruzzi) è stata donata con particolare riserva dal notaio al Comune di Orosei (NU), dove è possibile osservarla presso il museo a lui intitolato, e progettato da Vittorio Gregotti in un palazzo restaurato del centro storico del paesino. La raccolta include palcoscenici lillipuziani e modellini teatrali - i più antichi risalgono al Settecento - scovati in giro per il mondo. Teatrini di legno dipinto, di gesso dorato, di carta incollata su cartone, di ebano intagliato, di ferro laccato. Splendido quello veneziano, legno e gesso, risalente alla metà del Settecento, con le marionette in ferro di Pantalone e Colombina che si muovono grazie a un congegno a manovella. E prezioso è, tra tanti pezzi in esposizione, il Reale Teatro dei Poltroni, di fattura fiorentina, prima metà dell'Ottocento, che riproduce il sipario del Teatro Argentina di Roma, distrutto in un rogo, e una scena del Don Carlos di Verdi. C'è poi il teatrino, che arriva dalla Germania, con l'allestimento del salotto di Manon Lescaut: le poltrone dorate, gli argenti di Tiffany, le porcellane cinesi, la stufa in ceramica, le cornici intagliate a mano dagli artigiani della Bottega Bartolozzi e Maioli di Firenze, e il proscenio decorato con una preziosa guarnizione ottocentesca. Trentasette pezzi, alti tra i cinquanta centimetri e il metro, tutti da vedere per conoscere un'arte ormai dimenticata e un mondo - quello della piccola manifattura legata alla riproduzione in scala - che quasi non esiste più. Una raccolta assolutamente unica in Italia (altrove ci sono musei del giocattolo, delle case di bambola, delle marionette, dei burattini), trentasette pezzi in mostra nel palazzo secentesco del Museo Nanni Guiso. Oltre ai teatri in miniatura, sono presenti i disegni della Scuola Romana (da Mafai a Scipione) e alcuni mobili e dipinti della scuola senese; la raccolta di libri antichi (dalle enciclopedie ottocentesche sulla flora sarda, alle prime edizioni dei romanzi di Grazia Deledda) compresa - pezzo preziosissimo - la "Costituzione di Papa Sisto V, Contra sos chi esercitan s'Arte de s'Astrologia". Un testo unico al mondo, risalente al 1587, scritto in lingua sarda in un momento storico in cui la legge imponeva agli ecclesiastici l'uso del latino. Tra le sale più visitate quella dedicata ai costumi d'epoca e agli abiti da sera. L'intera collezione di alta sartoria sta all'ultimo piano del museo: ci sono i costumi del Carnevale dell'infanzia e l'abito della nonna, seta mauve e viola, passamaneria e fiocchi, moda dell'ultimo ventennio dell'Ottocento, quando sotto il corsetto andava il busto di stecche di balena. Ci sono tre splendidi modelli firmati dalle sorelle Callot, sarte russe con atelier a Parigi, regine dell'alta moda in epoca Liberty, che vestirono tra le altre anche l'imperatrice Sissi. E poi, accanto al mantello nero di Rudolf Nureev, ci sono gli abiti che il collezionista di Orosei si fece donare dalle sue amiche aristocratiche. C'è un Dior del 1955, piena epoca New Look, in chiffon rouille Horloges, con cinque gonne sovrapposte; uno splendido rosso Valentino; un Gigliola Curiel nero, crepe di seta e organza, e poi mises Capucci, Versace, Schubert, Patou. Una piccola stanza della moda, che ripercorre le evoluzioni del gusto e dell'estetica del vestire femminile fino ai giorni nostri.
- Centro Culturale "L'Ormeggio". Di proprietà della Famiglia Guiso, su volontà di Don Nanni Guiso, ospitò mostre di respiro internazionale. Grazie all'impegno del fondatore, ha ospitato mostre con foto originali di Man Ray, o una delle cinquanta valigette in cui Marcel Duchamp condensò, a uso di pochi fortunatissimi collezionisti, la propria opera, compresa una copia in miniatura del Grande vetro. Ancora, una rara collezione di libri illustrati dagli espressionisti tedeschi del Blaue Reiter, o un cammino nella scultura del Novecento attraverso cento piccole opere, da Rodin a Giacometti, da Picasso a Calder[non chiaro], la più grandi delle quali misura appena cinquanta centimetri. Mostre raffinatissime, minimaliste, che però hanno richiamato a Orosei un pubblico esigente, internazionale e cosmopolita, differente dalla folla di vacanzieri distratti che d'estate affolla il paese. Negli anni più recenti, prima della morte di don Nanni e dell'abbandono del centro espositivo, si sono tenute mostre di artisti locali.

### Teatri e spazi eventi
- Auditorium Comunale "Cineteatro Pitagora"
- Anfiteatro Comunale
- Area Concerti "Tanca Idda"

### Cinema
Orosei è stata scelta come location cinematografica in differenti occasioni. Il paese è stato il set per il film del 1965 Una questione d'onore di Luigi Zampa, mentre la spiaggia di Cala Ginepro, nella frazione di Cala Liberotto, è stata scelta per alcune scene del film con Paolo Villaggio dal titolo Il signor Robinson, mostruosa storia d'amore e d'avventure.

### Musica
- Il Tenore e Cuncordu de Orosei è un gruppo musicale di Cantu a cuncordu. Tipici del luogo anche i canti che si eseguono durante la settimana santa, eseguiti dalle confraternite di Sas Animas, Su Rosariu e Santa Rughe.

### Eventi
Orosei ha una storia ricca e le manifestazioni seguono spesso un profilo in cui il carattere religioso viene integrato dagli aspetti profani della festa, senza mai distaccarsi dalle profonde radici immerse nella tradizione.
- Il 16 gennaio si festeggia Sant'Antonio Abate, in onore del quale si accende il tradizionale falò ("su ocu de Sant'Antoni").
- La Pasqua è caratterizzata dai riti della Settimana Santa: Sos Sepurcros, Via Crucis e S'Incontru (il giorno di Pasqua).
- A metà maggio si celebrano i festeggiamenti in onore di Sant'Isidoro (Sant'Isidru), durante i quali si svolge la processione di cavalli e carri addobbati a festa.
- L'ultima domenica di maggio è dedicata a Santa Maria 'e Mare. Si svolge una processione di barche dei pescatori che, dal ponte sul fiume Cedrino portano il simulacro della Madonna sino alla chiesa di origine pisana, posta alla foce del fiume.
- Il 25 luglio si festeggia San Giacomo Apostolo, il patrono di Orosei.
- Nel mese di settembre si celebrano due novene presso il Santuario Mariano della Madonna del Rimedio.
- A novembre si festeggia San Gavino, nell'omonima chiesetta.

Durante il corso dell'anno, specialmente nel periodo estivo, vengono spesso organizzate sagre e manifestazioni culinarie che puntano a far conoscere e gustare i prodotti tipici sardi e, specialmente, del territorio locale. A queste manifestazioni culinarie si accompagnano spesso eventi musicali e di poesia. Questi ultimi si concentrano principalmente durante la festa di San Giacomo Apostolo, patrono del comune, e durante la prima novena della festa della Madonna del Rimedio.
Più volte ad Orosei sono stati ospiti, nel corso di vari eventi, artisti di fama nazionale e internazionale come Piero Pelù, Irene Grandi, Nek, Molella, Prezioso, Gabry Ponte, René la Bulgara, Pino e gli Anticorpi, Paps'n'Skar.

## Geografia antropica

### Urbanistica

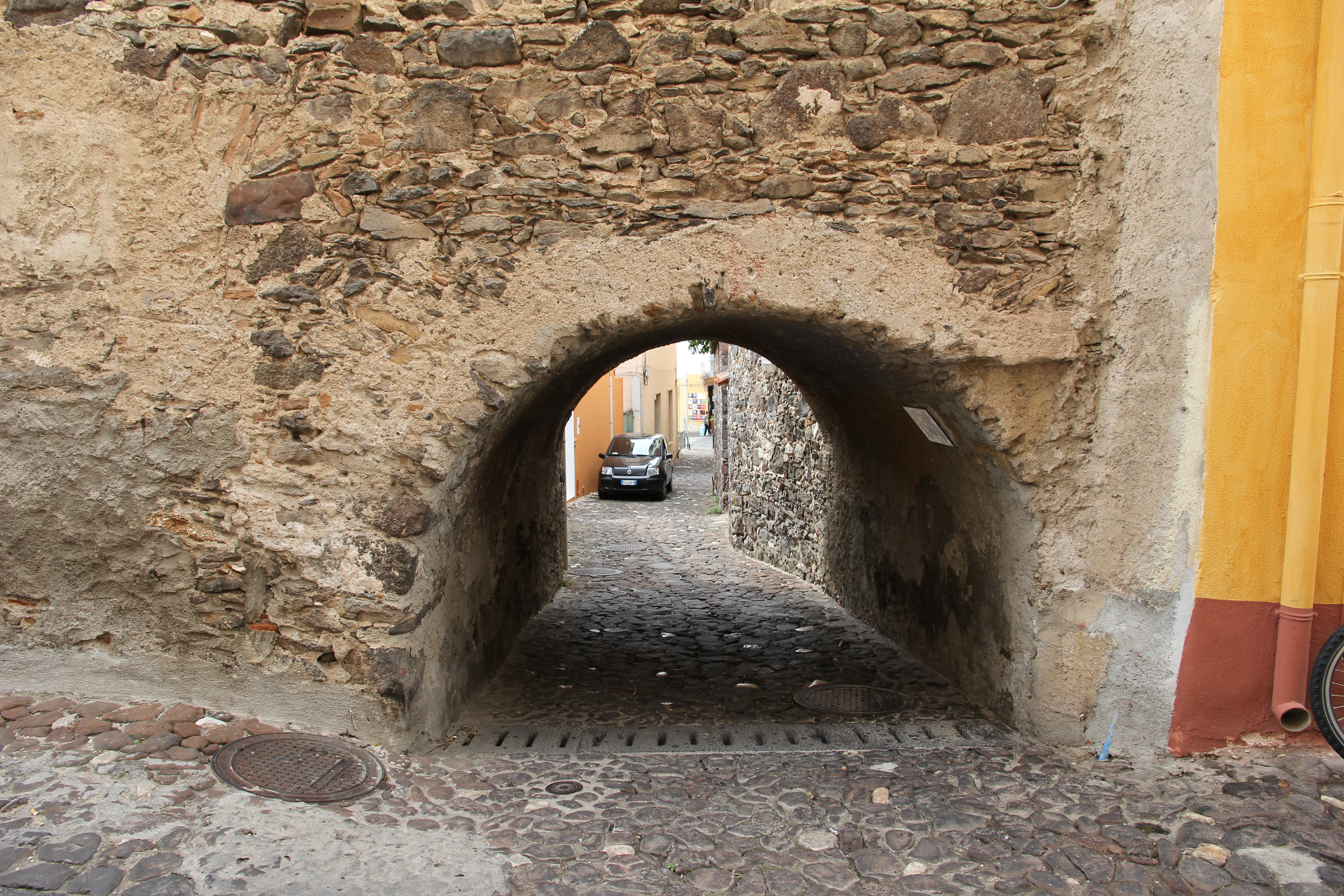
Via del centro storico

Benché assai differente dalle realtà dei secoli passati, l'urbanistica di Orosei è frutto delle diverse epoche di antropizzazione del territorio. Data la prevalente realtà agropastorale della società locale, per lungo tempo Orosei era caratterizzata da differenti agglomerati urbani di case di campagna e piccole abitazioni dei braccianti, le quali si raggruppavano tendenzialmente intorno alle numerose chiese campestri disseminate nel territorio. Di questa organizzazione territoriale si ha prova nei numerosi villaggi citati durante il Medioevo (Bibisse - Bitthé, o Bibissa o Binisse), Carinsi, Chelicha, Loddusio, Murià, Orbia, Orgoi, San Nicola di Orosei, Stellaria, Suculei e altri). Di questi oggi rimane, a dimostrare il carattere effimero delle costruzioni, veramente poco: di Bibisse non rimane nulla se non i ruderi della chiesa parrocchiale di San Leonardo, appena sotto il gollei di Santa Lucia.
Dagli agglomerati di abitazioni posizionati lungo il costone del "gollei" oggi noto come Gollai nasce l'odierna Orosei, grazie al continuo espandersi di due centri nati intorno ai poli principali del borgo. La chiesa di San Giacomo Maggiore e il castello posto sulla sponda opposta del rio che correva lungo l'odierna via Nazionale.
Questa posizione così arroccata su due alture del costone basaltico, ad alcune decine di metri di sul livello del mare, rende Orosei uno di quei borghi che, pur non essendo direttamente sulla costa, sentono e vivono la presenza del mare. In questo aspetto, nel 1957 Vico Mossa definisce Orosei uno «fra i più belli dell'Isola». Lo stesso Mossa sostiene la tesi secondo cui Orosei fosse cinta di mura (ipoteticamente distrutte nel 1541 secondo alcune fonti) e dotata di torri, ma a oggi non ci sono prove né in resti archeologici né in caratteristiche di tessuto urbano.
Il tessuto urbanistico tradizionale, assestatosi nel XIX secolo, era scandito da vie assai strette, non selciate, su cui affacciavano lotti dalle forme più varie tendenzialmente rettangolari o quadrangolari, spesso però posizionati in seconda fila e collegati da un solo vialetto di accesso, preceduto da portale.
Almeno fino al 1978 l'urbanistica stradale di Orosei era ancora molto legata al contesto agrario e tra le abitazioni erano ancora aperti gli ormai inglobati canali di irrigazione dell'agro, nonché canali di deflusso delle acque piovane e precedentemente anche acque nere. Tra via Leopardi, via Po e via S'Ortale era ancora aperto il canale di "Martineriu".
Nel corso del XX secolo il paese ha continuato a espandersi esclusivamente tramite lottizzazioni di terreni privati, senza un piano urbanistico comunale omogeneo che disegnasse una trama coerente e organizzata.
Al 2020, Orosei manca, nonostante la presenza di un Piano urbanistico comunale, di strumenti di regolamentazione come il Piano particolareggiato, che si affianca a realtà burocratiche e di abusi molto diffusi. Il centro storico, oggi indicato da strumenti e norme non aggiornate, è limitato a causa di numerose abitazioni realizzate a partire dal 1967, prive di concessione edilizia valida, e quindi impossibilitate al recupero, alla vendita o alla ristrutturazione.

#### Centro storico e nucleo originale
L'odierno centro storico di Orosei è composto principalmente da abitazioni ed edifici risalenti quasi nella totalità a edifici successivi al XVIII secolo, a seguito di un non meglio noto evento disastroso - probabilmente un incendio di vasta proporzione, oppure la più credibile distruzione del paese a seguito del saccheggio del 1549 - che ha riguardato buona parte degli edifici intorno al castello.
La piazza centrale, "Piazza del Popolo", fulcro della vita paesana sin dal XIX secolo non segna un centro né geografico né urbanistico del tessuto cittadino. È uno spazio nato successivamente alle espansioni dei due nuclei originali gravitanti intorno ai due poli del borgo: la Parrocchiale di San Giacomo apostolo e il Castello sede della Curia regni. È infatti solo in un periodo compreso tra il V e il X secolo che Orosei assume i caratteri di un agglomerato urbano.
Purtroppo di questa evoluzione oggi si ha ben poca testimonianza a causa, come si vedrà, delle vicende del 1549 e del nucleo abitativo del periodo giudicale (circa 900 abitanti nel 1318) rimangano poche preesistenze architettoniche, molto scarse e identificabili principalmente nelle prime strutture del complesso di Sant'Antonio Abate, nel primo impianto della Parrocchiale, nelle più antiche strutture abitative del rione Palatthos Vezzos tra cui padronale Casa Guiso e nell'opera fortificata della Preione Vezza ovvero la Curia regni.
Con l'età feudale, iniziata per Orosei nel 1449 con l'arrivo dei Guiso, arriva un risveglio urbanistico del centro urbano nei primi anni del Cinquecento dovuto principalmente al trasferimento della sede dal Castello di Pontes di Galtellì a Orosei. Ne conseguì il rafforzamento di una nobiltà minore locale che commissionavano la costruzione delle residenze benestanti nell'area intorno alla Curia regni. A questo periodo risalgono le prime volontarie demolizioni e le trasformazioni delle strutture preesistenti.
Questa crescita e questo processo di sviluppo e ammodernamento vennero interrotti o comunque fortemente rallentati nel 1549, quando un'armata turca guidata da un certo Gurgut saccheggiò Orosei e quasi lo distrusse (come testimoniano documenti provenienti dall'Archivio di Stato di Cagliari). Successive fasi di ricostruzione devono far riferimento, specie per gli edifici di maggiore importanza, a questa data.
È solo nel Seicento che con la costruzione più frequente e viva di strutture private ed ecclesiastiche si ha la congiunzione dei due nuclei abitativi fino ad allora separati: viene eretto l'oratorio del Rosario sul fondovalle e il borgo diventa un tutt'uno intorno alla "piazza maggiore".
Il centro storico è delimitato oggi dalla posizione delle cinque fontane pubbliche distribuite ai margini dell'urbano nel 1927 dividendo il paese in altrettante zone di raccolta. Esse erano in Piazza del Popolo, la prima e la più importante, poi in Santu Juanne, in Santu Jorii, in Sant'Antoni de Padua e in S'Ortu e su Mulinu. La loro posizione si rivelerà fondamentale per delimitare con precisione il centro storico, che vedrà il suo sviluppo urbanistico solo dagli anni 1950.
La trama stradale è disordinata, scomposta e incoerente, spesso caratterizzata da vie cieche e strade di risulta da lottizzazioni e appropriazione di strade pubbliche in cortili o in lotti privati.

#### Frazioni
Il comune di Orosei è costituito dalle seguenti cinque frazioni, tutte marittime di cui quattro costiere:
- Cala Liberotto: dista 10,52 km dal centro comunale (coordinate: latitudine 40°26'45"N - longitudine 9°47'2"E)

altitudine: 6 m s.l.m. - popolazione: 110 abitanti.
- Marina di Orosei: dista 2,26 km dal centro comunale (coordinate: latitudine 40°22'26"N - longitudine 9°43'14"E)

altitudine: 0 m s.l.m. La frazione non è abitata, ma il toponimo rimane dall'eredità della zona portuale di origine medievale, e dalla diretta vicinanza dell'area con il centro abitato, costituendone la primaria marina.
- Sas Linnas Siccas: dista 8,20 km dal centro comunale (coordinate: latitudine 40°25'32"N - longitudine 9°46'15"E)

altitudine: 13 m s.l.m. - popolazione: 35 abitanti.
- Sos Alinos: dista 8,93 km dal centro comunale (coordinate: latitudine 40°26'20"N - longitudine 9°45'59"E)

altitudine: 7 m s.l.m. - popolazione: 186 abitanti
- Cala Ginepro: dista 9 km dal centro comunale.

altitudine: 6 m s.l.m. - popolazione: 110 abitanti.

### Topografia
La complessa topografia di Orosei è oggi risultato di secoli di trasformazioni, tramandi orali e caratteristiche scomparse, che però hanno origine più concreta e coerente nel Settecento. È fondamentale notare che tantissimi toponimi hanno oggi perso sia l'attinenza con l'origine da cui derivano, oppure hanno subito traslitterazioni da parte di funzionari o burocrati non sardi, che hanno interpretato suoni, dittonghi o intere parole soggettivamente. Ulteriormente, il tramando orale precedente alla cartografia locale ufficiale, ha fatto sì che nel corso dei secoli carte come quelle del Generale dell'Esercito e ingegnere Carlo de Candia o quelle dei viaggiatori. Per questo motivo alcuni toponimo oggi sono scomparsi o non più individuabili, oppure caduti in disuso o ancora modificati e traslitterati.
Il forte rapporto di Orosei con la piana alluvionale è ben evidente nella situazione topografica odierna, originatasi da toponimi e località antecedenti la costruzione degli argini del fiume. Essa è caratterizzata da numerosi indicazioni riguardanti isole di terra (S'Isula, S'Isula Manna, S'Isula 'e Mesu), guadi (Badu Ainos, Badu 'e Carros, Badu Aranzos, Badu Santa Maria) o semplicemente zone interessate da presenza d'acqua (Frumeneddu, Pontes, Lacu, Su Petrosu, Palude Uccheddu, Palude S'Isula, Palude Turcuris).

### Architettura e paesaggio
Il paesaggio antropizzato di Orosei si è spesso mescolato al paesaggio naturale e selvaggio, grazie all'alternanza di terreni da pascolo considerati liberi e terreni destinati alla coltura. I grandi terreni per i pascoli erano principalmente e diffusamente degli ademprivi che - se non in rari casi - non erano caratterizzati da grandi recinzioni che evidenziassero l'intervento dell'uomo. Per diversi secoli, quindi, le più collinari campagne di Orosei, ivi compresi i sassosi altopiani inadatti alla coltura, erano caratterizzate da un aspetto realisticamente selvaggio.
Con la riforma agraria sabauda e successivamente con l'editto delle chiudende del 1823, preceduto dall'editto degli olivi del 1806, le più abbienti famiglie oroseine avviarono una campagna di recinzione sommaria di terre e terreni con gli ormai tradizionali muri a secco, portando a sé diversi vantaggi, dal titolo nobiliare all'appropriazione di nuove terre non precedentemente reclamate, ma mutando irrimediabilmente l'aspetto naturale del paesaggio. Questi interventi furono segnati da portali monumentali e celebrativi agli ingressi di quei oliveti effettivamente manutenuti.

#### Edilizia popolare
Come osserva Vico Mossa l'architettura dei villaggi e dei paesi della Sardegna si differenzia «da contrada a contrada» non solo nell'aspetto esteriore ma anche nella distribuzione e nell'organizzazione degli ambienti. Orosei non si differenzia da questa regola e, così come Oliena, si caratterizzava da abitazioni con magnifiche corti come spazi comuni tra le stanze, tutte affacciate verso l'interno. Non mancano le eccezioni, come le case che poste sul finale di vicoli e strette viuzze non distinguono lo spazio comune privato da quello pubblico, senza soluzione di continuità. Di questa commistione pubblico privato si ha anche esempio nelle case le cui scale, poste sul ciglio della strada, conducono a loggette e ingressi ai piani superiori.
L'architettura tradizionale si fonda principalmente sull'uso della pietra vulcanica, intonacata solo nelle realtà più agiate o nelle abitazioni di muratori. Solo gli edifici più pregiati, o quelli che hanno subito successive modifiche e integrazioni, presentano un cospicuo uso di mattoni, principalmente usati per gli archi di logge, porte, finestre e portali. Questi ultimi, ancora oggi visibili nelle vie più centrali del nucleo abitativo storico, si distinguono per le forme sinuose a timpano, sovente mente dai bordi arrotondati e addolciti.
Questi portali sono solitamente realizzati in pietra ed era quasi sempre un arco a pieno centro insistente su piedritti. Era quando poteva essere costruito utilizzando i mattoni crudi nella loro più povera composizione. Pochissimi sono gli esempi di portali completamente in cocci basalto o in cotto, anche a causa di massicci interventi demolitivi o di rinforzo nel XX secolo, facendo sì che la forma passasse via via da ellittica o barocca a semplicemente piana, grazie all'uso del calcestruzzo.
I portali monumentali, non inglobati nelle facciate ma facenti parte di recinzioni o muri di recinzione, si differenziavano per i ricchi decori di lunette, cornici e sculture abbozzate o pitture povere. I portali su strada inseriti nel corpo di fabbrica affacciato sulla strada vicinale, si caratterizzano per forme più semplici e tettoie che proteggono il passo carraio, dando spesso uno spazio coperto annesso al cortile retrostante.
Gli infissi tradizionali, non sempre presenti nelle situazioni più povere, erano in legno a due ante, raramente dotati di portaletto per il passaggio delle persone.

#### Edilizia signorile
Delle ville e delle abitazioni signorili più antiche si ha pochissima testimonianza e quella oggi esistente è fortemente riammodernata e inglobata da ricostruzioni e annessioni successive. Le costruzioni di importanti palazzi nobiliari e signorili a seguito del 1449 sono oggi arrivate con modifiche e adattamenti derivanti dalle modifiche avvenute post invasione del 1549. I Palazzi signorili, che già ruotavano intorno all'ex curia regni, per proteggersi dalle invasioni avvenute almeno fino al 1806, vennero costruiti con preoccupazioni difensive che prevalsero nettamente sulle esigenze estetiche. Grossi e resistenti portali sono inseriti in possenti muri di cinta o di facciata, caratterizzati da poche aperture su strada ed elementi architettonici che sfavorissero un assedio da bande armate.
Oltre questi elementi, però, si trovano esotici giardini e grandi spazi verdi che, seppur lontani dall'organizzazione spaziale delle case più povere, di queste ne richiamano la forza del polo attrattivo e conviviale che è il cortile.

## Economia

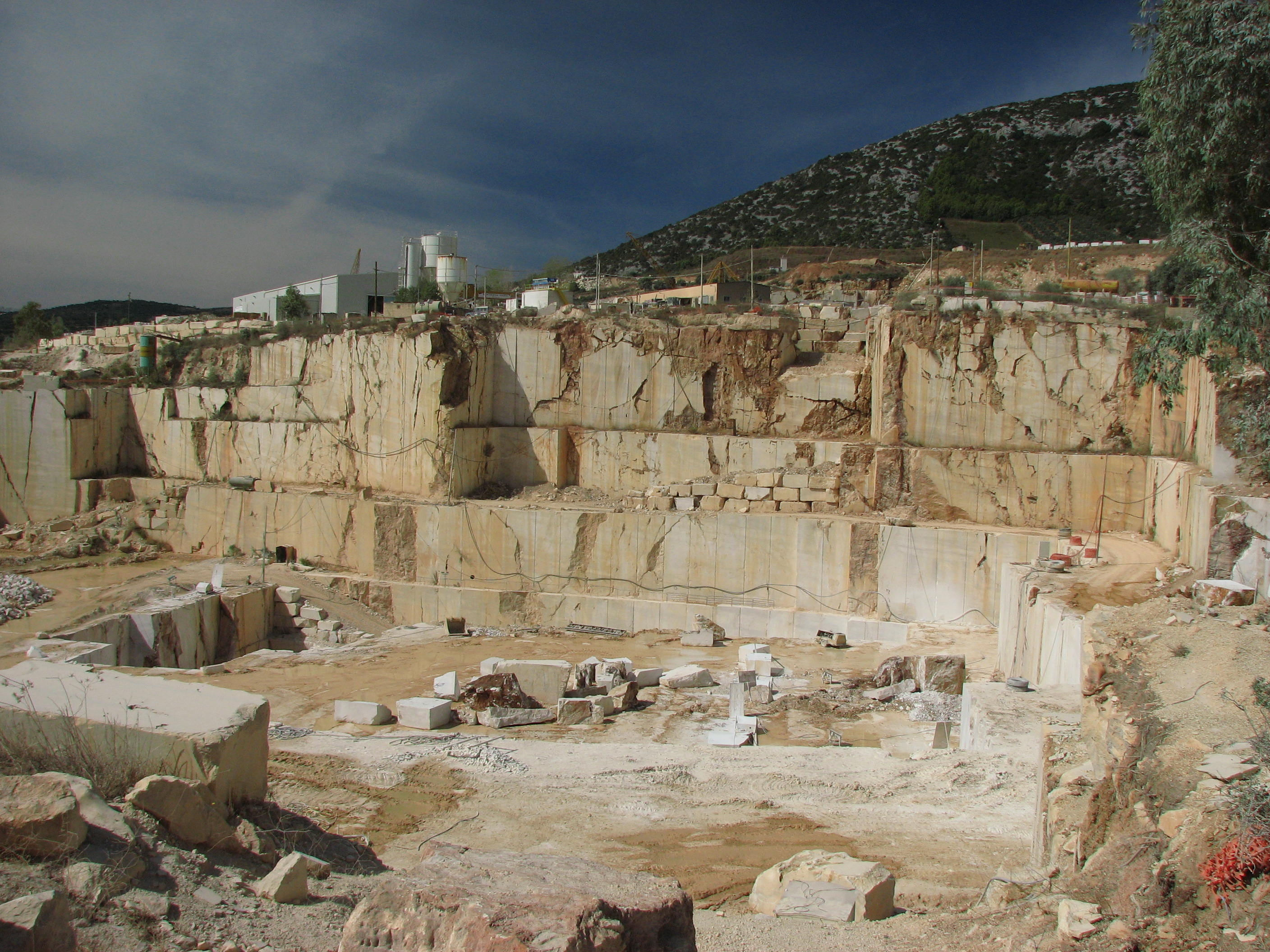
Estrazione del marmo

L'economia di Orosei si poggia oggi su tre assi principali: il turismo, l'industria lapidea e l'agricoltura specializzata (vivai, produzione di olio EVO). Orosei, nel corso dei secoli, ha basato la propria economia sul commercio sia locale sia portuale, grazie alla presenza di un importante porto già in epoca medievale. Tra la fine del XII secolo e la metà del XIII le rotte commerciali coinvolgevano traffici verso Corsica, Liguria e Toscana.
La morfologia geografica locale ha permesso anche lo sviluppo di piccole realtà protoindustriali come le cave di basalto derivanti dagli altopiani di pietra vulcanica, e la produzione di calce per costruzione, grazie alla presenza abbondante di roccia calcarea ai piedi del monte, dove si trovano numerose antiche fornaci (vedi gli esempi di Cuccuru 'e frores).
Per questa ragione si possono tutt'oggi notare dei profondi pozzi e dei segni di scavo di epoca pisana nel tentativo di trovare minerali utili.
Le fertili pianure attorno a Posada e Orosei, bagnate rispettivamente dal Riu Mannu e dal Cedrino, costituivano il contesto ideale per la cerealicoltura.

### XII-XIV secolo: epoca pisana
Diversi terreni nel giudicato erano adibiti specificatamente al pascolo dei cavalli, nei pressi di Orosei vi era un saltu (ovvero un terreno destinato alla cerealicoltura estensiva, ma soprattutto all'allevamento brado di pecore e capre) che si estendeva «usque ad ortum Guantini Carbonis de Orise, qui est consuetus teneri pro equis», e ancora uno nell'attuale toponimo di Murta 'e kervos («saltos unus vocatus Murta de Cherbos, qui olim custodiebatur pro iumentis rengni et nunc pisani Comunis, qui confinatur cum villa de Ulifai alterum cum villa de Bibisse»). Uno dei due era sicuramente "domesticus" ovvero dedicato alla semina del grano.
I centri portuali di Terranova, Orosei e Posada costituivano il punto di riferimento sia delle comunità dell'immediato retroterra (ma anche delle regioni più interne della Gallura fino al Logudoro e alle Barbagie), che vi facevano affluire i prodotti delle attività agropastorali, sia dei mercanti della penisola, attraverso una triangolazione con la Corsica.

### XIX secolo[32]
Non mancavano le produzioni agricole e pastorali locali, anch'esse legate al commercio interno ed "estero". A Orosei si coltivava e si commerciava grano, orzo, fave, fagioli e legumi, lino in grandi quantità (venduto in parte, e oggetto di lavorazioni artigianali per la restante, in quasi la totalità delle famiglie come fonte principale di tessuti e tovaglie). Il terreno e il clima erano adatti anche per coltivazioni di mais e patate, ma se ne rimarca nel 1838, la totale assenza negli orti oroseini.
Si coltiva abbondantemente vite, grazie al clima particolarmente favorevole e prosperoso, che permette una produzione di vino (sia comune sia di pregio) tale da essere consumato sia nel paese sia venduto ai paesi vicini e ai mercanti stranieri.
Almeno venticinque frutti diversi si coltivano, tra cui cedri, della cui specie si notano esemplari tali da far credere che la pianta fosse già coltivata nel periodo romano (da cui Cedrus, Cedrinus, ovvero il fiume Cedrino). Abbondante anche la coltivazione di fichi, ciliegi, granati, peri, susini, albicocchi, peschi e tutte le altre specie comuni. Anche i mandorli sono coltivati e fonte di reddito considerevole. In totale l'agricoltura dava da lavorare a oltre 500 persone, di cui 300 massari e 200 garzoni.
Nella metà del secolo, Orosei era particolarmente rinomato per la produzione di aranci e limoni particolarmente saporiti e di qualità.
La pastorizia si basa principalmente sul pascolo e l'allevamento di vacche, capre e pecore. Di quest'ultime si ha abbondanza specie in inverno, quando si dà ospitalità ai greggi dei paesi più freddi. Per questo motivo, i due salti demaniali del territorio di Orosei (Pirastreddu e Murta de kervos, corrispondenti oggi a toponimi campestri) sono spesso concessi in affitto. Non mancano introiti e commercio derivanti dall'allevamento di buoi, porci, cavalli, asini. Così come non manca l'apicoltura, favorita dalla vegetazione fioritissima e dalla temperatura favorevole. Ne deriva un'importante produzione di miele, che insieme alle scorze di limone o di arancia, costituiscono gli ingredienti alla base del redditizio e tradizionale commercio di confetture tipiche chiamate cedrate o aranciate.
Nel contempo è già noto l'utilizzo e la coltivazione della pompia. Per svolgere queste operazioni, a metà del secolo, si ha notizia di 300 gioghi dedicati al traino e ai lavori pesanti.
Orosei è il punto di commercio e smercio dei prodotti della provincia di Nuoro che eccedono nel mercato interno, e da qui vengono esportati nei paesi esteri della penisola italiana. Principalmente si commerciano cereali, vini, lane, formaggi (verso Livorno, Napoli e Genova). Vi è anche un piccolo commercio di articoli importati, numero ristretto al poco necessario, come ferro, generi coloniali, alcune cose di lusso, e da qui sono poi venduti per tutta la provincia. Di questi prodotti sono presenti pure alcune botteghe nel paese.
Se le cave di marmo non erano ancora state scoperte, erano già presenti cave di basalto.
Già a inizio secolo si sperimento una timida produzione agricola di viti e mandorli, sebbene non siano mai diventate realtà economiche consistenti.
È in questo secolo che, secondo diversi autori, si ha l'introduzione delle colture di ulivo nel territorio oroseino. Verso fine secolo vengono nominati per la prima volta i tre frantoi di una certa importanza, che prendevano nome dai loro proprietari (quello dei Musio, dei Vardeu e dei Satta) Il primo, dei Musio, era tra via San Salvatore - oggi via Giacinto Satta - e via Tommaso Moiolu, eroe quest'ultimo, precedentemente proprietario del mulino, inspiegabilmente abbattuto nel 1993. Gli altri due, rispettivamente dietro la "Prigione Vecchia, e in via Dorgali (oggi via Santa Veronica). Nel Settecento, infatti, era ancora più diffuso l'olio di lentisco che non quello di oliva.
Tutti questi frantoi erano indubbiamente di tipo più moderno, ma non mancavano ancora le macine romane, di cui è documentata la presenza fino all'inizio del secolo successivo, quando chiude il mulino antico di "zia Montesa", nel vicinato detto Putthu de Idda.

### XX secolo - XIX Secolo
L'economia era essenzialmente basata sull'agricoltura irrigua fino allo sviluppo del settore turistico tra gli anni '70 e '80. Nel catasto agrario del 1929 - VIII, su una popolazione di 2 430 abitanti, 1 767 erano dediti all'agricoltura. Dei 130 cavalli e cavalle dei secoli precedenti, utilizzati per trasporto o cavalcatura, si ha nel 1930 notizia di una progressiva scomparsa. (Cens. Agrario del 1930 segna solo 62 unità).
Nel volume Marine d'Italia che il Touring Club Italiano pubblicò nel 1951 nelle pagine dedicate alla Sardegna, si parla di "modesti alberghetti" presenti nel paese, grazie al primitivo turismo legato alla Marina di Orosei, con la sua lunga spiaggia presso la foce del Cedrino, a breve distanza dal paese.
Sempre negli anni '50 si tentò a metà del secolo di potenziare il settore ittico oroseino. Nel 1953 viene fondata la Cooperativa Pescatori che gestirà il futuro complesso (realizzato come appare oggi negli anni '70) ittico di Su Petrosu - Avalè - Osala. Nel 1959 viene scavata la parte artificiale dello stagno di Sa Curcurica, per facilitare l'affluenza di acqua e compensare l'opera dello sbocco a mare naturale, spesso soggetto a interrimento. L'opera completa non venne mai completata definitivamente. All'interno di questa opera venne poi integrata la Peschiera di Sa Curcurica, ma che è attualmente improduttiva, e in stato di completo abbandono. Qui si allevavano cefali, spigole, orate, saraghi, mormore e sogliole. Analogamente, nel 1953 viene fondata la Cooperativa Pescatori che gestirà il futuro complesso (realizzato come appare oggi negli anni '70) ittico di Su Petrosu - Avalè - Osala.
A partire dagli anni sessanta del Novecento Orosei prende coscienza dell'impareggiabile patrimonio ambientale costituito dal suo lungo litorale (20 km di costa), ma di particolare importanza sono state, a metà degli anni '70, le concessioni comunali per la costruzione di ville, alberghi e villaggi concesse dall'amministrazione Lupino (motivo per il quale al sindaco Francesco Lupino è oggi dedicata una strada) che hanno lanciato l'espansione turistica di Orosei, nelle zone di Cala Liberotto.
L'agricoltura odierna è basata soprattutto sulle aziende agricole e vinicole, ma persistono ancora realtà di allevamento e agricoltura meno sviluppata. Un contributo alla crescita economica del paese è stato dato dal maggiore sfruttamento delle cave di marmo e, successivamente del turismo balneare.
Proprio quest'ultimo è oggigiorno diventato uno dei comparti economici pilastro dell'economia oroseina. Bar, rivendite, alberghi, b&b e l'edilizia per case e appartamenti di villeggiatura sono fortemente legati alla stagione estiva.
Sempre legate al turismo, si annoverano i crescenti fenomeni di appassionati di birdwatching.

## Infrastrutture e trasporti
Orosei è caratterizzata dall'attraversamento di due arterie principali che, con le loro circonvallazioni, hanno caratterizzato la crescita e la morfologia urbana del paese.

### Strada Statale 129 - Trasversale Sarda
Il progetto per la Nazionale Macomer-Bosa-Orosei, era previsto con cantiere tra il 1846 e il 1856. Ma nel 1850 ma non era ancora stata realizzata. La costruzione era però auspicabile per il fiorire industriale delle aree interne interessate dal passaggio.
Secondo i documenti riportati da La Marmora la costruzione prevedeva i seguenti lotti: Da Bosa a Macomer dal 1846 al 1849, Da Macomer a Bolotana dal 1852 al 1856, Da Bolotana a Orosei dal 1852 al 1856; per una spesa totale di L. 2 791 702,31. Quando Della Marmora passa per la Sardegna, nel 1858 pare che quindi i lavori si siano conclusi, poiché più volte cita la "nazionale da Bosa a Orosei". Prima dell'apertura della strada, si facevano due percorsi molto diversi per andare verso Orosei; quello di destra, che comincia con la Baddimanna ("Grande valle") e quello di sinistra che passa per la valle di Marreri. Tra il 1861 e il 1866 viene costruito il secondo tronco della battezzata "Nazionale n. 82" che da Nuoro conclude il suo percorso all'incrocio della Nazionale n. 75 (l'attuale Strada statale 125) ai margini del centro storico. L'ultimo tratto della nazionale è stato costruito solo nel 1882, dall'incrocio con la nazionale 75 alla Marina.
La costruzione di questa nazionale avrà grandi ripercussioni sull'impianto urbanistico di Orosei, attraversandolo nel cuore e sostituendo la già esistente strada centrale (le odierne via San Giacomo - via La Marmora) come strada principale, dando vita all'attuale piazza del Popolo, che cessa di essere l'orto privato della poco distante casa padronale.
Oggi la via orientale, trasformata in Strada statale 125 Orientale Sarda grazie ai lavori degli anni 30, è una delle arterie principali del paese. Il tratto finale verso la Marina conserva, seppur con aggiornamenti indifferibili di messa a norma, la larghezza e il tracciato più fedele a quello originale.

### Strada Statale 125 Orientale Sarda
Vista l'importanza portuale di Orosei, è molto probabile che le due arterie principali che collegano il paese con altre località abbiano un'origine antica, ma la via orientale non ha mai restituito grandi tracce di massicciata, ponti o miliari, tanto da rendere impossibile stabilire quando fu realizzata.
Nel III secolo d.C. l'Itinerario antonino informa dell'esistenza della strada e di tutte le località toccate dalla stessa. Partendo da Tibula, dopo una serie di stazioni intermedie, arrivava a Olbia proseguendo sino a Coclearia (oggi S. Teodoro). Il percorso proseguiva verso sud-est, attraversando il territorio delle attuali località di Ottiolu e Agrustos, continuando, quindi, verso Budoni, Tanaunella e Posada per poi arrivare, a sud, fino ai territori della Baronia di Orosei, dell'Ogliastra e infine a Cagliari.
Nel 1850 Alberto La Marmora attraversa la "nazionale" che passa per Orosei e si lamenta della condizioni del ponte esistente, a sette arcate, così mal ridotto poiché maldestramente costruito sui resti del precedente ponte (secondo alcuni, tra cui Spano e Taramelli, romano).
Dopo qualche anno di stop per problemi con l'impresa, nel 1876 venne inaugurato il ponte e nel 1878 finirono tutti i lavori.
Oggi la Via orientale, trasformata in Strada statale 125 Orientale Sarda grazie ai lavori degli anni 30, è una delle arterie principali del paese.

#### Ponte sul Cedrino
L'attraversamento del fiume Cedrino è sempre stato un nodo cruciale per la comunità oroseina: significava raggiungere la piana, collegarsi con il porto del paese, viaggiare verso nord e tanto altro. Dal primo viaggio (del 1819) Alberto La Marmora nel suo Voyage en Sardaigne (1826) narra - pur con qualche imprecisione - che:
Il fiume di Orosei, «antico Caedrus di Tolomeo», è privo di ponte; «a eccezione dei periodi di piena durante i quali entra in funzione un traghetto, si passa il fiume a cavallo, molto spesso a piedi, cosa che provoca talvolta vere e proprie tragedie, sia perché molte persone vi annegano, sia a causa delle malattie provocate dall'attraversamento, in particolare nelle donne, le quali, sia che ritornino dal lavoro dei campi sull'altra riva, o dalla raccolta della legna, con un fagotto sulla testa e tutte sudate, sia che si trovino in uno stato critico, subiscono con il bagno un raffreddamento improvviso che può essere fatale». 
Il ponte attualmente esistente del fiume Cedrino venne costruito in conci di basalto lavorato e concluso nel 1876 a sette arcate di 12 metri di luce ciascuna e due arcate ausiliarie di 6 metri di luce. Successivamente fu ampliato nella forma attuale agli inizi del ‘900 con l'aggiunta di ulteriori due arcate da 12 metri. Fino all'anno della conclusione per attraversare il fiume si guadava oppure si adoperavano apposite barche. Esiste il ricordo di un ponte romano sul fiume Cedrino, ricordato dal Della Marmora, dallo Spano e dal Taramelli, i cui resti non sono più visibili perché integrati nel moderno ponte e a causa dei lavori di sbancamento subiti dal letto del fiume.

## Amministrazione

### Periodo giudicale
Secondo il Liber fondachi nel 1318 a Orosei con il suo porto e la sede della Curia Regni, governato da un potestà, figura tipica dei liberi comuni.
Durante la dominazione pisana, Orosei aveva il privilegio di essere un comune medievale, con un proprio "breve", o podestà. Grazie al Liber fondachi si dispone di maggiori informazioni sul podestà di Orosei, le cui mansioni non erano diverse da quelle tipiche di questo magistrato nei comuni della penisola: rispettare e fare osservare gli ordinamenti locali; inquisire i suoi ufficiali subalterni; esercitare la giurisdizione civile e criminale nel proprio ambito, distinto da quello del vicario e del console dei mercanti. Relativamente a questi ultimi, il podestà poteva intervenire solo qualora avessero attentato contro la sua persona o contro l'istituto podestarile: tale atto sarebbe stato considerato un attentato alle istituzioni e indirettamente al Comune di Pisa e la pena prevista era quella capitale.
Il potestà di Orosei raccoglieva i proventi e riscuoteva le tasse anche dei borghi di Posada e Galtellì.
Sotto il potestà, ad amministrare il paese, vi era un curatore o massarius, chiamato anche maiore. La sua funzione, di polizia rurale e di esazione fiscale, era di raccordo tra le istituzioni comunali e le comunità locali, dalle quali probabilmente i maiores venivano espressi. Il suo salario («salaria sive feuda») proveniva da fondi versati da tutti i gli abitanti del villaggio («ab hominibus villarum vel curatariarum iudicatus predicti in quibus essent officiales»).
Tra le cariche di tradizione giudicale, mantenne e aumentò il proprio peso nella gerarchia amministrativa quella del majore de portu (maior portus), del quale il Liber fondachi precisa le funzioni: riscuotere i dazi doganali; controllare pesi e strumenti di misurazione, conformi a quelli impiegati a Pisa e depositati a Terranova, a cui tutti gli altri majores de portu e tutti i mercanti dovevano fare riferimento; vigilare e gestire la dogana del sale, situata a Posada, avendone il monopolio della vendita ed essendo vietata la vendita in proprio.
Ugualmente rilevante era il ruolo del console dei mercanti (presente a Terranova e Orosei), che erano costituiti anche in gruppo di difesa armata a protezione dei propri beni materiali e interessi economici, disponendo di proprie torme equine. Le maggiori informazioni sul console sono disponibili per il porto di Orosei. Solo lui poteva giudicare i mercanti e chiamarli alla prestazione di servizi reali o personali, essendo sottratti alla giurisdizione del podestà. Il console di Orosei era inoltre deputato a raccogliere dai mercanti 25 lire di denari aquilini minuti, dovute annualmente al Comune di Pisa e corrisposte durante la festa di santa Maria di mezz'agosto.
La custodia notturna del porto, affidata a due abitanti di Orosei posti agli ordini di un dominus; anche questi uomini nell'espletamento del loro servizio erano liberi e svincolati da ogni autorità, né il podestà né altri ufficiali avrebbero potuto ostacolarli, essendo posti sotto la tutela diretta dell'autorità del Comune di Pisa
I mercanti di Orosei (così come probabilmente quelli di Terranova) dovevano versare annualmente al loro console 25 lire di denari aquilini minuti, durante la festa di santa Maria di mezz'agosto, da destinare al Comune di Pisa, mentre erano esentati da «aliqua servitia realia vel personalia» che non fossero richiesti dal loro console. A Terranova e Orosei venivano riscosse varie imposte indirette che gravavano sui commerci. Era il maior portus a riscuotere i dazi sulle importazioni e esportazioni applicate al bestiame e a vari prodotti (carne, formaggio, olio, farina e sale), oltre che i diritti di peso e misurazione (lana, formaggio e altre merci).

### Periodo Aragonese (XIV- XV Secolo)
Con la dominazione Aragonese, l'assetto amministrativo oroseino cambiò notevolmente, specialmente in termini di autonomia e potere. Con la conquista quasi totale della Sardegna, l'isola venne infeudata e di conseguenza vennero eliminate le suddivisioni pisane e le autonomie comunali, Orosei inclusa. Il territorio venne posto sotto il controllo di un capitano generale che risiedeva o al Castello della Fava o a Orosei, avendo alle sue dipendenze Galtellì col Castello di Pontes, Posada con il già citato La Fava, e Civita (Olbia) con il Castello di Pedres. A sua volta, ognuno dei paesi fu posto sotto l'amministrazione di un podestà di nomina regia, feudatario e quindi, con potere di delega di un proprio rappresentante. Orosei era uno dei due porti doganali insieme a Posada.
Il camerlengo della Gallura risiedette inizialmente a Terranova, per poi stabilirsi definitivamente a Orosei (durante la seconda metà del Trecento la carica fu accorpata a quella del locale podestà). Il suo compito era quello di raccogliere (direttamente o tramite ufficiali a lui subordinati) tutte le entrate, delle quali poteva disporre per provvedere alle spese necessarie all'amministrazione. Una volta raccolte, tutte le entrate (rebudes) dovevano essere segnate nel registro e di esse veniva fatta ricevuta (apocha).
L'ufficio centrale della dogana era localizzato inizialmente nel porto di Terranova, il cui doganiere (o majore de portu) aveva autorità, nella prima metà del XIV secolo, sugli omologhi di Posada e Orosei.
Al di sotto dell'ufficialità (e feudalità) aragonese persistettero i ranghi amministrativi locali di tradizione giudicale e pisana, quali ad esempio curatores e majores de villa. In un documento regio del 1337, ad esempio, si fa riferimento genericamente a maiores e giudici di fatto, mentre sono certamente attestati il curatore della villa di Orosei.
Al feudo di Orosei si applicavano tutte le condizioni del resto del regno: Il feudo era, infatti, almeno formalmente, inalienabile, e trasmissibile solo in linea maschile; al feudatario, obbligato alla residenza nel territorio infeudato, era concessa la prerogativa del solo mixtum imperium, vale a dire la giurisdizione civile alta e bassa e quella penale bassa (per i delitti più gravi i sudditi potevano ricorrere direttamente al sovrano), che garantiva comunque al titolare un largo dominium su uomini (liberi e servi) e cose all'interno del territorio infeudato. Eccezionalmente,, contrariamente a quanto disposto dal mos Italie, il sovrano derogava l'obbligo di linearità maschile nel feudo di Orosei, permettendo alle donne di succedere; così, ad esempio, accade nella successione al feudo di Orosei durante il governo dei Sentmenat.
Nel 1358 furono appaltati i diritti del porto di Orosei a Ramon de Libià e Pere de So. Nel 1362 Leonardo Sanda, mercante di Orosei, prese di nuovo in appalto per un anno i diritti del porto, impegnandosi a pagare la somma di 360 lire in due rate, di cui la prima, il primo dicembre, giorno della vendita a incanto pubblico, e la seconda il primo novembre dell'anno successivo. L'appalto fu rinnovato per un altro anno per lo stesso prezzo suddiviso in quattro rate trimestrali
La curatorìa di Orosei venne appaltata per l'anno 1363-64 a Mariano de Lacon e Gontino de Terqui

### XVII-XVIII secolo
Il Seicento e il Settecento sono periodi contrassegnati da una gestione feudale dei territori di Orosei, ora incasellati nei possedimenti dei Manca Guiso tramite il loro Marchesato d'Albis. Poiché i Manca Guiso vivevano a Cagliari per meglio amministrare i vari territori del marchesato, a Orosei il feudo, come gli altri affidato a procuratori e delegati speciali, era governato dai parenti di fiducia Guiso. La gestione del paese era quindi spartita ai nobilotti locali, sia originari oroseini sia di nuova successiva residenza.

### Regno d'Italia
Sotto i Savoia, non essendoci ancora il suffragio universale, su una popolazione di 1861 (nel 1863) gli elettori erano divisi in amministrativi e politici, rispettivamente 53 uomini e 51 uomini aventi diritto. L'elezione del sindaco era indiretta, nominato dal consiglio comunale, mentre sotto il regime fascista la nomina del podestà era prefettizia.

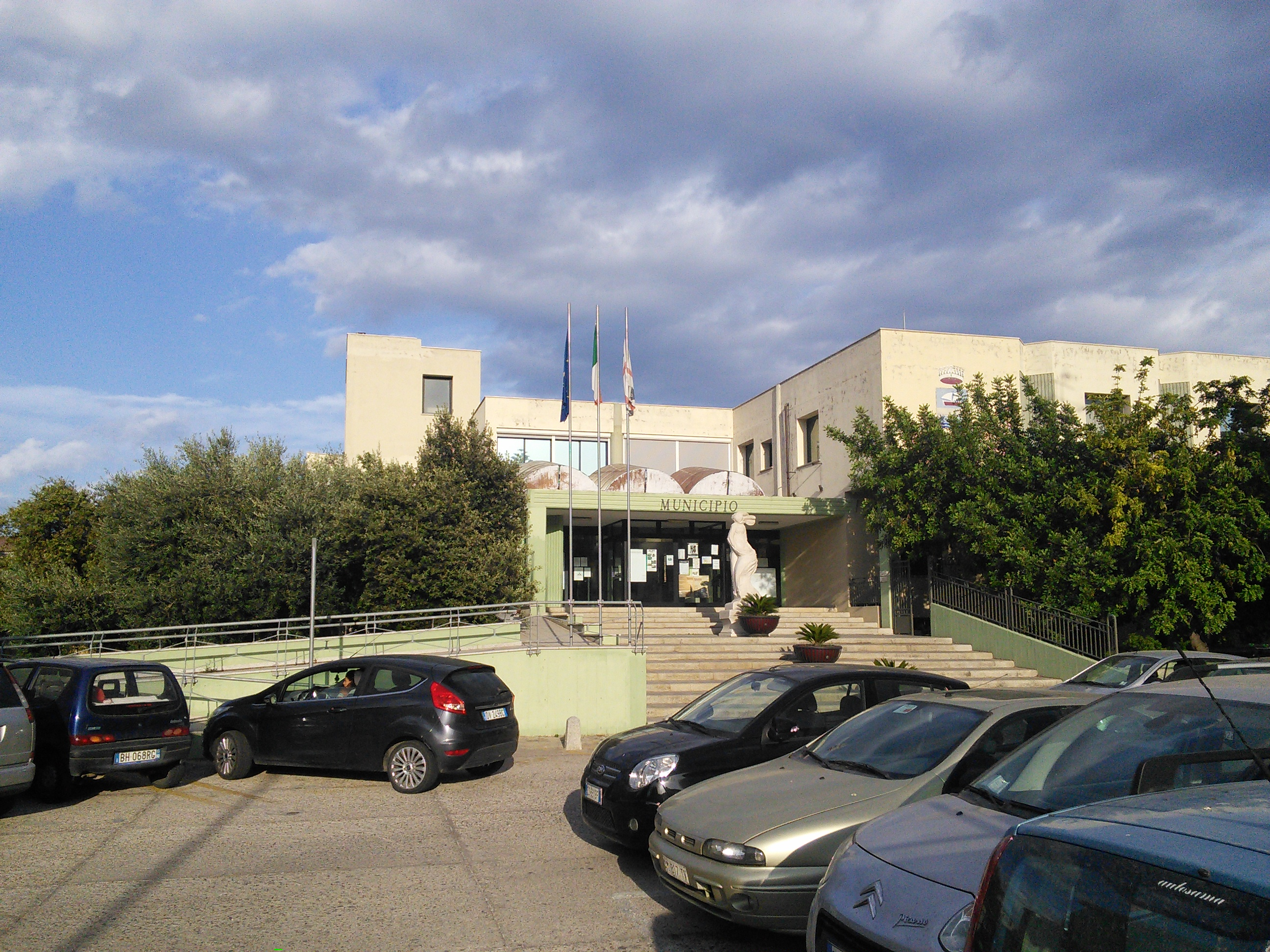
Municipio

| Periodo        | Periodo          | Primo cittadino          | Partito                    | Carica                  | Note                                  |
| -------------- | ---------------- | ------------------------ | -------------------------- | ----------------------- | ------------------------------------- |
| (fine '800)    | (fine '800)      | Don Guiso                | --                         | Sindaco                 | Sicuramente in carica nel 1876        |
| (fine '800)    | 15 febbraio 1894 | Gio. Batta. Cabras       | --                         | Sindaco                 | Sicuramente in carica nel 1893        |
| 1894           | (fine '800)      | Don Gavino Guiso         | --                         | Sindaco                 | Sicuramente in carica nel 1896        |
| (inizio 900)   | (inizio 900)     | --                       | --                         | Seggio vacante          | almeno per l'anno 1899                |
| (inizio 900)   | (inizio 900)     | Don Giovanni Guiso       | --                         | Sindaco                 | [ 158 ]                               |
| ---            | 1926             | Giovanni Battista Porru  | --                         | Sindaco                 | Sicuramente in carica nel 1923        |
| ---            | (anni 30)        | Pietro Corona            | --                         | Podestà                 | [ 160 ]                               |
| --             | 1933             | Don Giuseppe Musio       | --                         | Commissario prefettizio | [ 161 ]                               |
| 1933           | --               | Don Lucifero Satta       | Partito Nazionale Fascista | Podestà                 | Sicuramente in carica ancora nel 1938 |
| 7 aprile 1944  | 14 maggio 1944   | Giovanni Battista Cabras | -                          | Commissario prefettizio | dal 7 aprile al 6 maggio 1944         |
| 14 maggio 1944 | 15 giugno 1945   | Giovanni Battista Cabras | -                          | Sindaco                 | [ 164 ]                               |

### Repubblica Italiana
In allineamento con la precedente organizzazione amministrativa, con la nascita dell'Italia Orosei ha mantenuto la sua autonomia di Comune.
| Periodo         | Periodo         | Primo cittadino                      | Partito                          | Carica                  | Note                                      |
| --------------- | --------------- | ------------------------------------ | -------------------------------- | ----------------------- | ----------------------------------------- |
| ---             | ---             | Giovanni Battista "Giannetto" Cabras | Democrazia Cristiana             | Sindaco                 | In carica sicuramente nel 1953 e nel 1956 |
| ---             | ---             | Giovanni Battista "Giannetto" Cabras | Democrazia Cristiana             | Sindaco                 | In carica sicuramente nel 1962            |
| 1964            | 1971            | Giovanni Saba                        | Democrazia Cristiana             | Sindaco                 | Nel 1968 in carica                        |
| 1971            | 1976            | Franceschino Lupino                  | Democrazia Cristiana             | Sindaco                 | [ 169 ]                                   |
|                 | 1979            | Salvatore Dessena                    | Democrazia Cristiana             | Sindaco                 | Sicuramente in carica nel 1977            |
| 1979            | 1979            | ND                                   | --                               | Commissario prefettizio | [ 172 ] [ 173 ]                           |
| 1979            | 1983            | Franceschino Lupino                  | Democrazia Cristiana             | Sindaco                 | Secondo Mandato                           |
| 1983            | 1988            | Roberto Carta                        | Partito Socialista Italiano      | Sindaco                 | [ 174 ]                                   |
| 1988            | 27 aprile 1997  | Salvatore Antonio Manuel Delogu      | Democrazia Cristiana             | Sindaco                 | [ 169 ]                                   |
| 27 aprile 1997  | 13 maggio 2001  | Nino Canzano                         | liste civiche di centro-sinistra | Sindaco                 | [ 175 ]                                   |
| 13 maggio 2001  | 6 aprile 2005   | Antonio Vardeu                       | liste civiche di centro-destra   | Sindaco                 | [ 176 ] [ 177 ]                           |
| Aprile 2005     | 28 maggio 2006  | Franca Cocco                         | --                               | Commissario prefettizio | [ 173 ] [ 178 ]                           |
| 28 maggio 2006  | 15 maggio 2011  | Gino Derosas                         | lista civica                     | Sindaco                 | [ 179 ]                                   |
| 15 maggio 2011  | 5 giugno 2016   | Francesco Paolo Mula                 | lista civica "La Tua Orosei"     | Sindaco                 | [ 180 ]                                   |
| 5 giugno 2016   | 11 ottobre 2021 | Nino Canzano                         | lista civica "Futuro Per Orosei" | Sindaco                 | [ 181 ]                                   |
| 11 ottobre 2021 | in carica       | Elisa Farris                         | lista civica "Totus Imparare"    | Sindaca                 | [ 182 ]                                   |

### Gemellaggi
- Marsciano, dal 1985
- Noli, dal 2021

## Sport
Numerose le attività sportive presenti a Orosei: le più conosciute sono il calcio, con l'Associazione Sportiva Dilettantistica Fanum Orosei, che milita nel campionato regionale sardo di prima categoria, e le società pallavolistiche della Sirio Orosei e della VBC Orosei, che dispongono di un ottimo settore giovanile; sono presenti inoltre società di pesca sportiva, ciclismo, tiro a volo, rugby e la società di basket Pallacanestro Orosei. Orosei inoltre ha ospitato, nella prima decade degli anni 2000, una tappa del campionato mondiale di triathlon denominata "Terra Italy", all'interno dell'oasi naturalistica di Biderrosa.